# Liste der Biografien/Stre
Liste der Biografien |
Portal Biografien |
Personensuche
# |
A |
B |
C |
D |
E |
F |
G |
H |
I |
J |
K |
L |
M |
N |
O |
P |
Q |
R |
S |
T |
U |
V |
W |
X |
Y |
Z |
?
 
Sa |
Sb |
Sc |
Sd |
Se |
Sf |
Sg |
Sh |
Si |
Sj |
Sk |
Sl |
Sm |
Sn |
So |
Sp |
Sq |
Sr |
Ss |
St |
Su |
Sv |
Sw |
Sy |
Sz
 
Sta |
Ste |
Sth |
Sti |
Stj |
Stl |
Sto |
Str |
Sts |
Stt |
Stu |
Stv |
Stw |
Sty
 
Stra |
Strb |
Stre |
Strg |
Stri |
Strl |
Strm |
Strn |
Stro |
Strp |
Stru |
Stry |
Strz
Die Liste der Biografien führt alle Personen auf, die in der deutschsprachigen Wikipedia einen Artikel haben. Dieses ist eine Teilliste mit 608 Einträgen von Personen, deren Namen mit den Buchstaben „Stre“ beginnt.

## Stre

### Strea
- Streak, Heath (1974–2023), simbabwischer Cricketspieler und -trainer
- Streater, Ray (* 1936), britischer theoretischer und mathematischer Physiker
- Streatfeild, Noel (1895–1986), britische Schriftstellerin

### Streb
- Streb, Carsten (* 1979), deutscher Chemiker und Hochschullehrer
- Streb, Ferdinand (1907–1970), deutscher Architekt
- Streb, Jochen (* 1966), deutscher Wirtschaftshistoriker
- Streb, Josef (1912–1986), deutscher Fußballspieler
- Streb, Uwe (* 1963), deutscher Eisschnellläufer
- Streb-Hesse, Rita (1945–2020), deutsche Politikerin (SPD), MdL, MdB
- Strebe, Bert (* 1958), deutscher Schriftsteller, Lyriker und Journalist
- Strebel, Bernhard (* 1962), deutscher Historiker und Sachbuchautor
- Strebel, Claudio (* 1976), Schweizer Kontrabassist
- Strebel, Ernst Valentin von (1846–1927), deutscher Pflanzenbauwissenschaftler und Agrarökonom
- Strebel, Fritz (1920–1997), Schweizer Maler, Zeichner, Lithograf, Radierer, Druckgrafiker und Kunstlehrer
- Strebel, Hannes (* 1942), Schweizer Architekt
- Strebel, Harald (* 1942), Schweizer Klarinettist und Musikhistoriker
- Strebel, Hermann (1834–1914), deutscher Kaufmann, Malakologe und Ethnologe
- Strebel, Hermann (1877–1949), deutscher Mundartdichter, Humorist, Kabarettist
- Strebel, Jakob (1887–1965), Schweizer Jurist und Politiker
- Strebel, Johann Siegmund (1700–1764), deutscher Verwaltungsbeamter und Bibliothekar
- Strebel, Johannes (1832–1909), deutscher Orgelbauer
- Strebel, Joseph (1851–1897), deutscher Ingenieur, Erfinder und Unternehmer
- Strebel, Karl Friedrich Gottlob (1792–1861), deutscher Porzellanhersteller
- Strebel, Kim-Lillian, britische Opern- und Konzertsängerin im lyrischen Sopranfach
- Strebel, Kurt (1921–2013), Schweizer Mathematiker
- Strebel, Lukas (* 1951), Schweizer Kameramann und Fotograf
- Strebel, Marcel (1950–2001), Schweizer Rechtsextremist, Chef der Patriotischen Front in der Schweiz
- Strebel, Martin (1827–1904), Schweizer Veterinär, Autor und Redakteur
- Strebel, Paul, Schweizer Wirtschaftswissenschaftler, Autor und Berater
- Strebel, Ralph (* 1944), Schweizer Mathematiker
- Strebel, Richard (1861–1940), deutscher Hundemaler und Kynologe
- Streber, Franz (1806–1864), deutscher Numismatiker und Archäologe
- Streber, Franz Ignaz von (1758–1841), deutscher katholischer Theologe und Numismatiker
- Strebinger, Matthias (1807–1874), österreichischer Violinist und Komponist
- Strebinger, Richard (* 1993), österreichischer FußballtorhüterRichard Strebinger (* 1993)

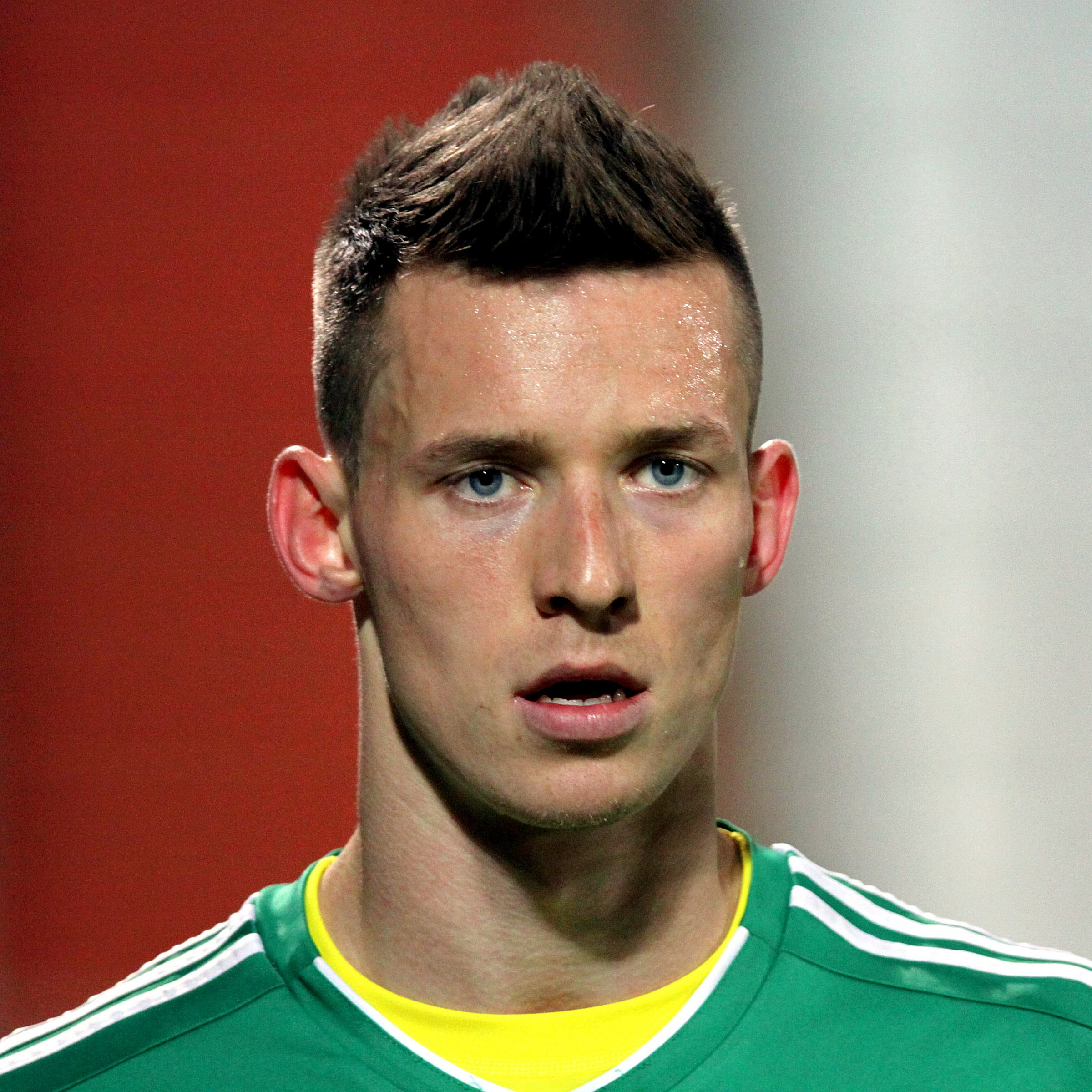
Richard Strebinger (* 1993)

- Strebkow, Denis (* 1990), russischer Pokerspieler
- Strebkowa, Natalija (* 1995), ukrainische Leichtathletin
- Strebl, Anita (* 1946), österreichische Politikerin (SPÖ) und Gymnasiallehrerin, Abgeordnete zum Salzburger Landtag
- Strebl, Irene (* 1966), deutsche Wissenschaftsmanagerin, Bremer Staatsrätin
- Strebl, Magda (1929–2021), österreichische Generaldirektorin der ÖNB
- Strebl, Matthäus (* 1952), deutscher Politiker (CSU), MdB
- Streble, Heinz (1935–2018), deutscher Zoologe
- Strebler, Joseph-Paul (1892–1984), französischer, römisch-katholischer Bischof und Missionar
- Streblow, Lothar (* 1929), deutscher Schriftsteller
- Streblow, Rita, Gebäudetechnikerin und Hochschullehrerin

### Strec
- Streccius, Felix (1833–1889), preußischer Generalmajor
- Streccius, Johannes (1831–1898), preußischer Generalleutnant
- Strecha, Herbert (1909–1981), deutscher Maler und Grafiker
- Střecha, Josef (1907–1985), tschechoslowakischer Kameramann und Filmschauspieler
- Strechel, Anjorka (* 1982), deutsche Schauspielerin
- Streck, Alfred (1896–1993), deutscher Bauingenieur für Grundbau und Bodenmechanik
- Streck, Bernhard (* 1945), deutscher Ethnologe
- Streck, Edgar (* 1942), deutscher Jurist, Richter am Bundesgerichtshof a. D.
- Streck, Johann (1850–1914), bayerischer Feldzeugmeister
- Streck, Karl (1927–1973), deutscher Schauspieler und Regisseur
- Streck, Maximilian (1873–1945), deutscher Altorientalist
- Streck, Michael (1941–2021), deutscher Jurist, Präsident des Deutschen Anwaltvereins (1998–2003)
- Streck, Michael P. (* 1965), deutscher Altorientalist
- Streck, Peter (1797–1864), deutscher Komponist und Dirigent
- Streck-Plath, Ulrike (* 1965), deutsche Autorin, Komponistin und Designerin
- Strecke, Birgit (* 1960), deutsche Radrennfahrerin
- Strecke, Ernst (1820–1885), deutscher Geistlicher und Politiker (Zentrum), MdR
- Strecke, Gerhard (1890–1968), deutscher Musikpädagoge und Komponist
- Streckeisen, Albert (1901–1998), Schweizer Petrograph
- Streckeisen, Carl (1811–1868), Schweizer Pädiater, Professor für Chirurgie
- Streckeisen, Ernst (1905–1978), Schweizer Stammapostel und damit Hauptleiter der Neuapostolischen Kirche
- Streckeisen, Ursula (* 1948), Schweizer Soziologin
- Streckenbach, Bruno (1902–1977), deutscher SS-Gruppenführer und Generalleutnant der Waffen-SS
- Streckenbach, Horst (1925–2001), deutscher Tätowierer und PiercerHorst Streckenbach (1925–2001)

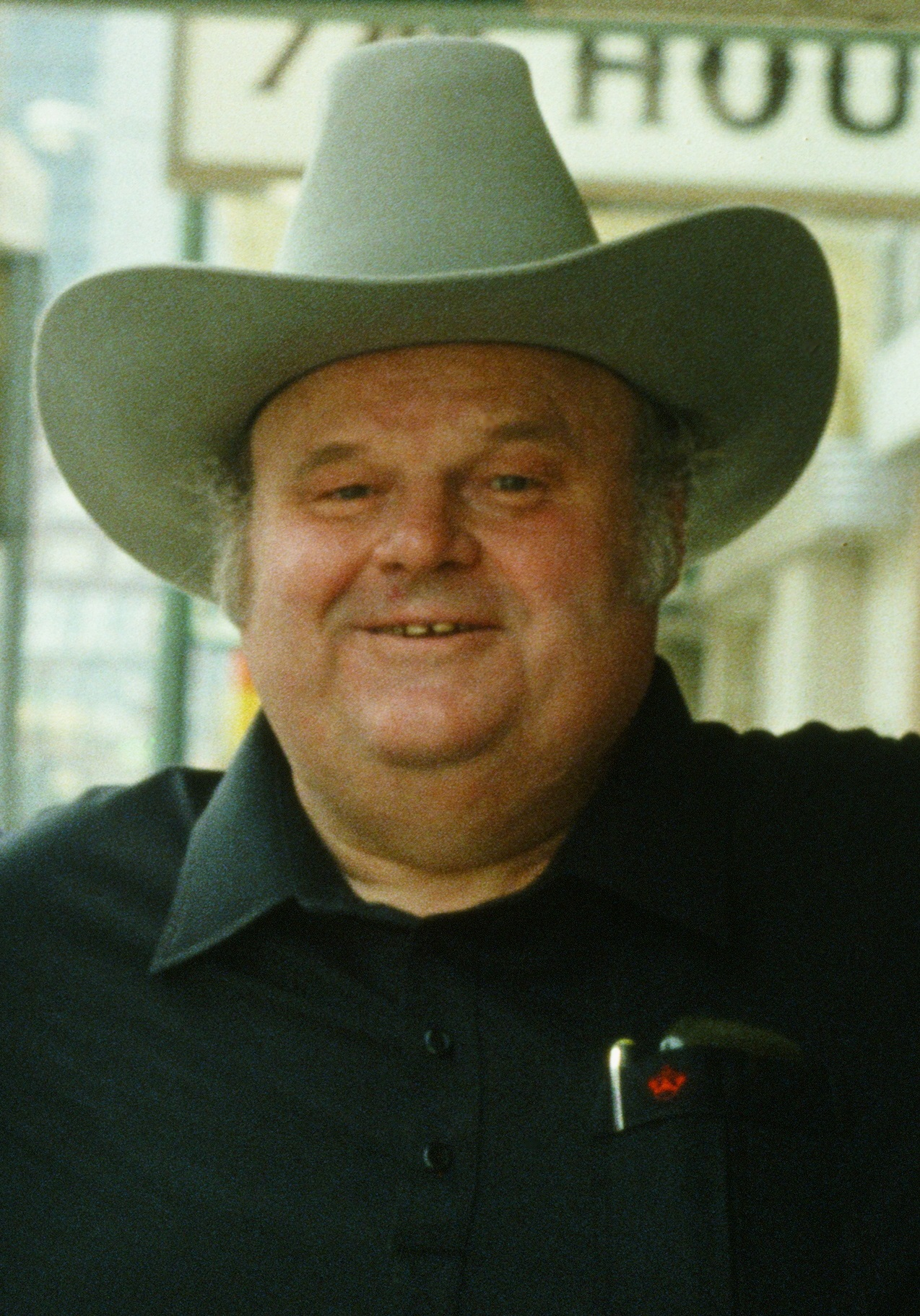
Horst Streckenbach (1925–2001)

- Streckenbach, Max (1863–1936), deutscher Maler
- Strecker, Adolph (1822–1871), deutscher Chemiker
- Strecker, August (1802–1865), Landtagsabgeordneter Großherzogtum Hessen
- Strecker, Bärbel (* 1966), deutsche Schauspielerin
- Strecker, Benjamin (* 1982), deutscher Schauspieler
- Strecker, Christian (* 1960), deutscher Theologe und Professor für Neues Testament an der Augustana-Hochschule Neuendettelsau
- Strecker, Dieter (* 1944), deutscher Psychologe, Autor von Ratgeberliteratur
- Strecker, Eduard (1822–1894), deutscher Jurist und Politiker (Zentrum), MdR
- Strecker, Emil (1841–1925), deutscher Kunstmaler
- Strecker, Felix (1892–1951), deutscher Elektrotechniker
- Strecker, Frank (1941–2000), deutscher Schauspieler
- Strecker, Gabriele (1904–1983), deutsche Ärztin, Journalistin und Frauenpolitikerin (CDU), MdL
- Strecker, Georg (1929–1994), deutscher Neutestamentler
- Strecker, Georg Christian (1800–1874), deutscher Politiker und Revolutionär
- Strecker, Heinrich (1893–1981), österreichischer Komponist
- Strecker, Heinrich (1922–2013), deutscher Mathematiker und Statistiker
- Strecker, Herman (1836–1901), US-amerikanischer Entomologe
- Strecker, Horst (* 1940), deutscher Politiker (CDU), MdL
- Strecker, Ignatius Jerome (1917–2003), US-amerikanischer Geistlicher und Erzbischof von Kansas City
- Strecker, Ivo (* 1940), deutscher Ethnologe
- Strecker, Johann Friedrich (1759–1818), deutscher leitender Beamter des Außenministeriums des Großherzogtums Hessen
- Strecker, Johann Ludwig (1721–1799), deutscher Kunstmaler
- Strecker, John Kern (1875–1933), US-amerikanischer Naturhistoriker und Naturkundler
- Strecker, Julia (* 1960), deutsche Pastoralpsychologin und Pfarrerin
- Strecker, Karl (1858–1934), deutscher Physiker und Elektrotechniker
- Strecker, Karl (1861–1945), deutscher Philologe
- Strecker, Karl (1862–1933), deutscher Schriftsteller und Theaterkritiker
- Strecker, Karl (1884–1973), deutscher General der Infanterie im Zweiten WeltkriegKarl Strecker (1884–1973)

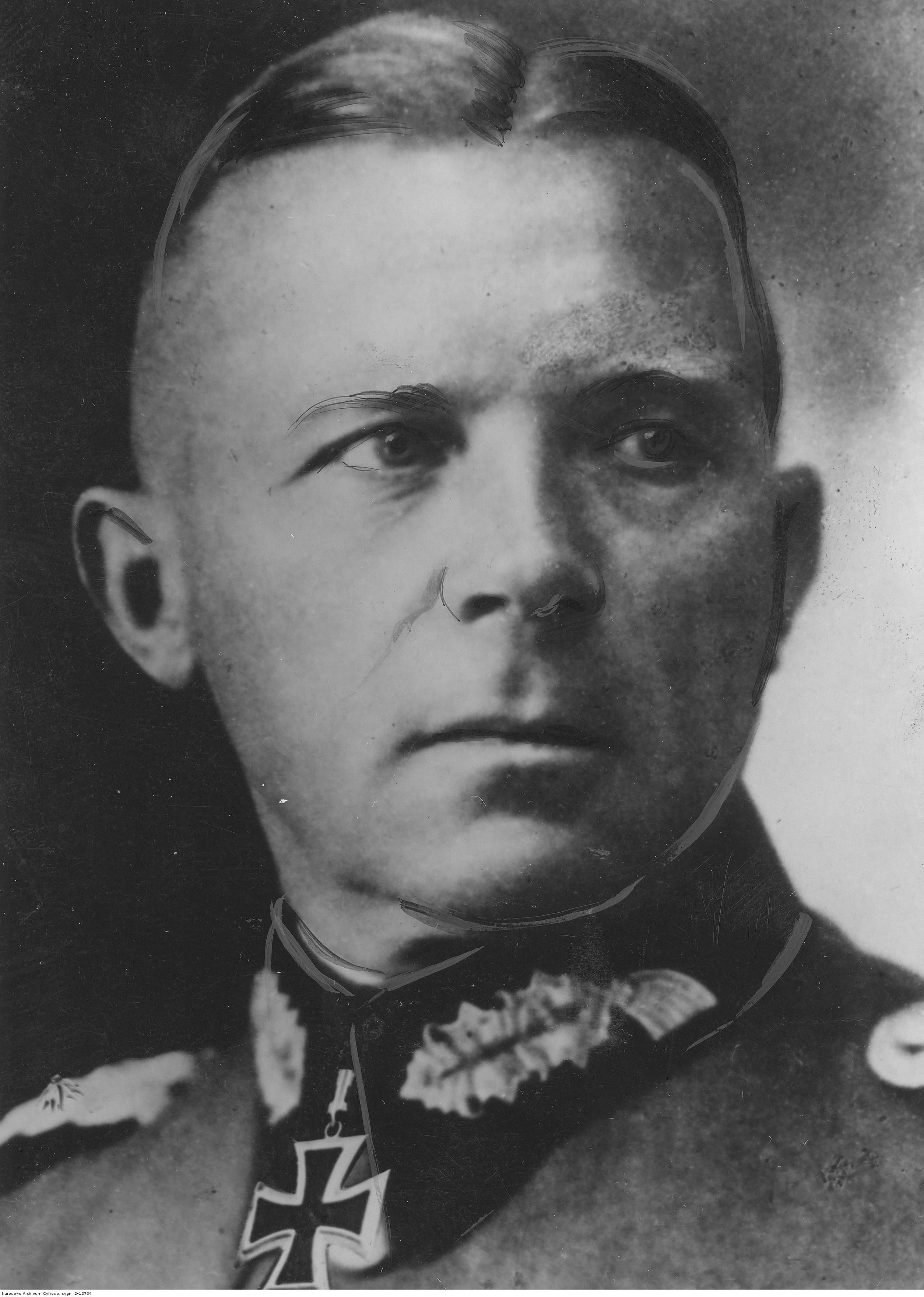
Karl Strecker (1884–1973)

- Strecker, Konrad Wilhelm (1690–1765), deutscher Jurist
- Strecker, Ludwig (1818–1890), Kreisrat in Hessen
- Strecker, Ludwig der Ältere (1853–1943), deutscher Musikverleger
- Strecker, Ludwig der Jüngere (1883–1978), deutscher Musikverleger
- Strecker, Manfred (* 1955), deutscher Geologe
- Strecker, Max (1906–1991), deutscher Schauspieler
- Strecker, Miroslaw (* 1957), deutscher LKW-Fahrer und Whistleblower
- Strecker, Otto (1851–1927), deutscher lutherischer Geistlicher und Publizist
- Strecker, Otto (* 1862), Senatspräsident am Reichsgericht
- Strecker, Otto (1931–2024), deutscher Agrarwissenschaftler
- Strecker, Otto (* 1965), deutscher Schauspieler
- Strecker, Otto A. (* 1963), deutscher Ökonom, Managementberater und Publizist
- Strecker, Paul (1898–1950), deutscher Bühnenbildner, Maler und Schriftsteller
- Strecker, Pirmin (* 2002), deutscher Sportler
- Strecker, Rainer (* 1965), deutscher Schauspieler
- Strecker, Reinhard (1876–1951), deutscher Pädagoge und Politiker
- Strecker, Reinhard (* 1930), deutscher politischer AktivistReinhard Strecker (* 1930)
- Strecker, Renée (* 1955), deutsche Malerin

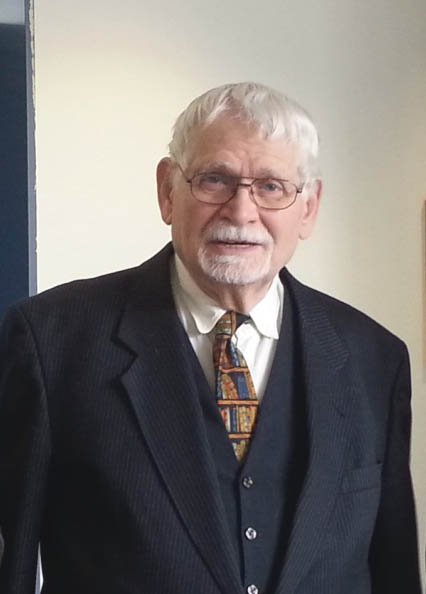
Reinhard Strecker (* 1930)

- Strecker, Sigmund (1914–1969), deutscher Maler des Expressionismus
- Strecker, Tania (* 1973), dänische Fernsehmoderatorin
- Strecker, Thomas (* 1971), deutscher Fußballspieler
- Strecker, Werner (1885–1961), deutscher Archivar
- Strecker, Wilhelm (1830–1890), deutscher Offizier, auch im Dienst des osmanischen Reichs
- Strecker, Wilhelm (1858–1934), deutscher Kulturtechniker und Grünlandwissenschaftler
- Strecker, Wilhelm (1877–1947), deutscher Chemiker
- Strecker, Wilhelm (1890–1955), österreichisch-deutscher Offizier, zuletzt Generalmajor im Zweiten Weltkrieg
- Strecker, William D. (* 1944), US-amerikanischer Computeringenieur
- Strecker, Willy (1884–1958), deutscher Musikverleger
- Streckfuß, Adolf (1823–1895), deutscher Schriftsteller
- Streckfuß, Florentin († 1715), österreichischer Metall- und Glockengießer
- Streckfuß, Karl († 1844), deutscher Schriftsteller, Übersetzer und Jurist
- Streckfuß, Paul (1909–1964), deutscher Schauspieler
- Streckfuß, Walter (1900–1957), deutscher Opernsänger (Bass)
- Streckfuß, Wilhelm (1817–1896), deutscher Historien-, Porträt-, Genre- und Landschaftsmaler

### Stred
- Stredele von Montani und Wisberg, Johannes Kaspar († 1642), Administrator der Diözese Olmütz
- Stredele, Bernhard (1911–1981), deutscher Kriegsverbrecher, Kreisleiter der NSDAP in Berchtesgaden
- Stredonius, Martin (1587–1649), Ordensgeistlicher, Jesuit der böhmischen Ordensprovinz

### Stree
- Stree, Walter (1923–2006), deutscher Rechtswissenschaftler und Hochschullehrer
- Streeck, Hans (1905–1963), deutscher Chemiker
- Streeck, Hendrik (* 1977), deutscher Virologe
- Streeck, Rolf-Eberhard (1940–2007), deutscher Molekulargenetiker
- Streeck, Ulrich (1944–2023), deutscher Psychiater, Psychotherapeut, Soziologe und Sozialpsychologe
- Streeck, Wolfgang (* 1946), deutscher Soziologe
- Streeck-Fischer, Annette (* 1946), deutsche Kinder- und Jugendpsychiaterin und -psychotherapeutin, Psychosomatikerin, Psychoanalytikerin und Hochschullehrerin
- Streek, Sander van de (* 1993), niederländischer Fußballspieler
- Streel, Marc (* 1971), belgischer Radrennfahrer
- Streep, Meryl (* 1949), US-amerikanische SchauspielerinMeryl Streep (* 1949)

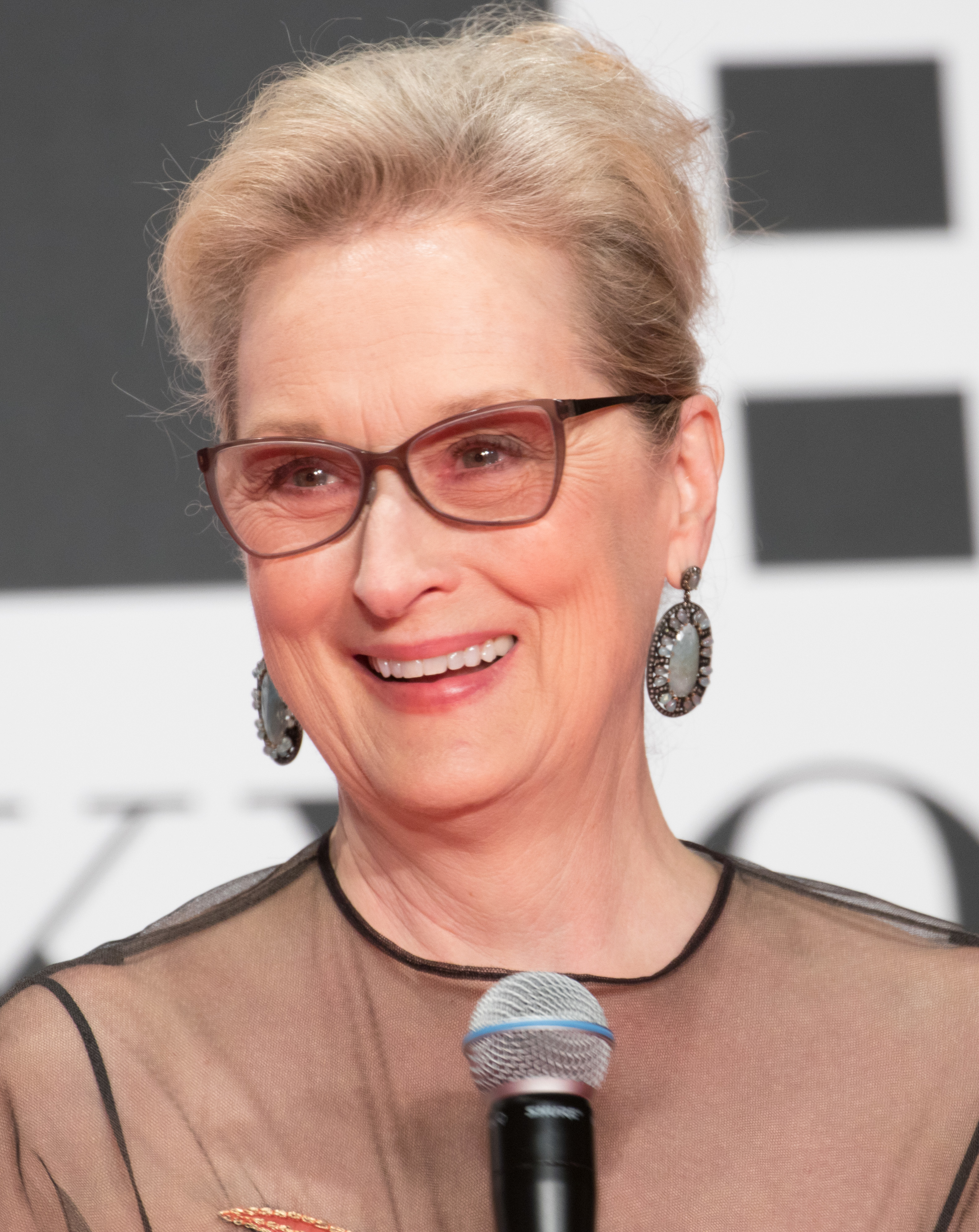
Meryl Streep (* 1949)

- Streeruwitz, Adolf Streer von (1828–1890), österreichischer Parlamentarier und Bürgermeister von Mies
- Streeruwitz, Ernst (1874–1952), österreichischer Offizier, Industriemanager und Politiker (CSP), Abgeordneter zum Nationalrat
- Streeruwitz, Marlene (* 1950), österreichische Schriftstellerin
- Streese, Folko (* 1970), deutscher Graffiti-Künstler, Grafikdesigner, Illustrator, Comiczeichner
- Streese, Ingmar (* 1964), deutscher Regierungsbeamter, Staatssekretär für Verkehr in Berlin
- Streese, Willi (* 1877), deutscher Politiker (DNVP), MdL
- Streese, Yola (* 2006), deutsche Schauspielerin
- Street Barry, Ann (1733–1801), englische Sängerin, Tänzerin und Bühnenschauspielerin
- Street, Anne Penfold (1932–2016), australische Mathematikerin und Hochschullehrerin
- Street, Ben, US-amerikanischer Jazzbassist
- Street, Ben (* 1987), kanadischer Eishockeyspieler
- Street, Cecil, britischer Kriminalschriftsteller und Armeeoffizier
- Street, George Edmund (1824–1881), britischer Architekt
- Street, Greg, US-amerikanischer DJ
- Street, Greg, US-amerikanischer Spieldesigner
- Street, J. Curry (1906–1989), US-amerikanischer Physiker
- Street, Jessie (1889–1970), australische Frauenrechtlerin und Autorin
- Street, John (1932–2009), englischer Snookerschiedsrichter
- Street, John (* 1943), US-amerikanischer Politiker, Bürgermeister von Philadelphia
- Street, Maryan (* 1955), neuseeländischer Politiker
- Street, Peter (* 1902), grönländischer Katechet und Landesrat
- Street, Picabo (* 1971), US-amerikanische SkirennläuferinPicabo Street (* 1971)

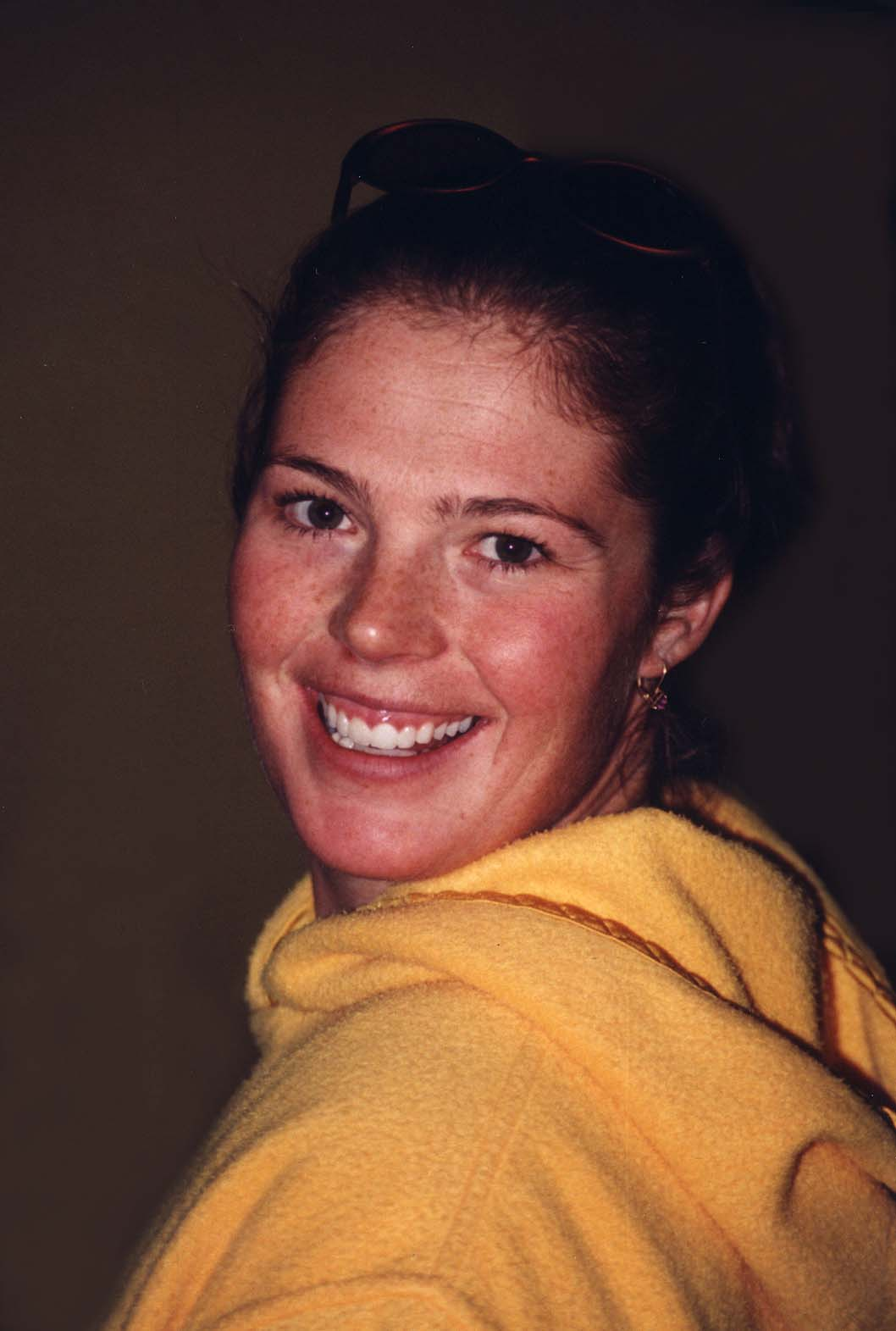
Picabo Street (* 1971)

- Street, Randall S. (1780–1841), US-amerikanischer Jurist und Politiker
- Street, Stephen (* 1960), englischer Popmusikproduzent
- Street, Thomas, englischer Astronom
- Street, Tony (1926–2022), australischer Politiker und Außenminister
- Streete-Thompson, Kareem (* 1973), US-amerikanischer Sprinter und Weitspringer
- Streeten, Paul (1917–2019), britischer Entwicklungsökonom österreichischer Herkunft
- Streeter, Alison (* 1964), britische Langstreckenschwimmerin
- Streeter, Edward (1891–1976), US-amerikanischer Journalist und Schriftsteller
- Streeter, Sevyn (* 1986), US-amerikanische R&B-Sängerin und SongwriterinSevyn Streeter (* 1986)

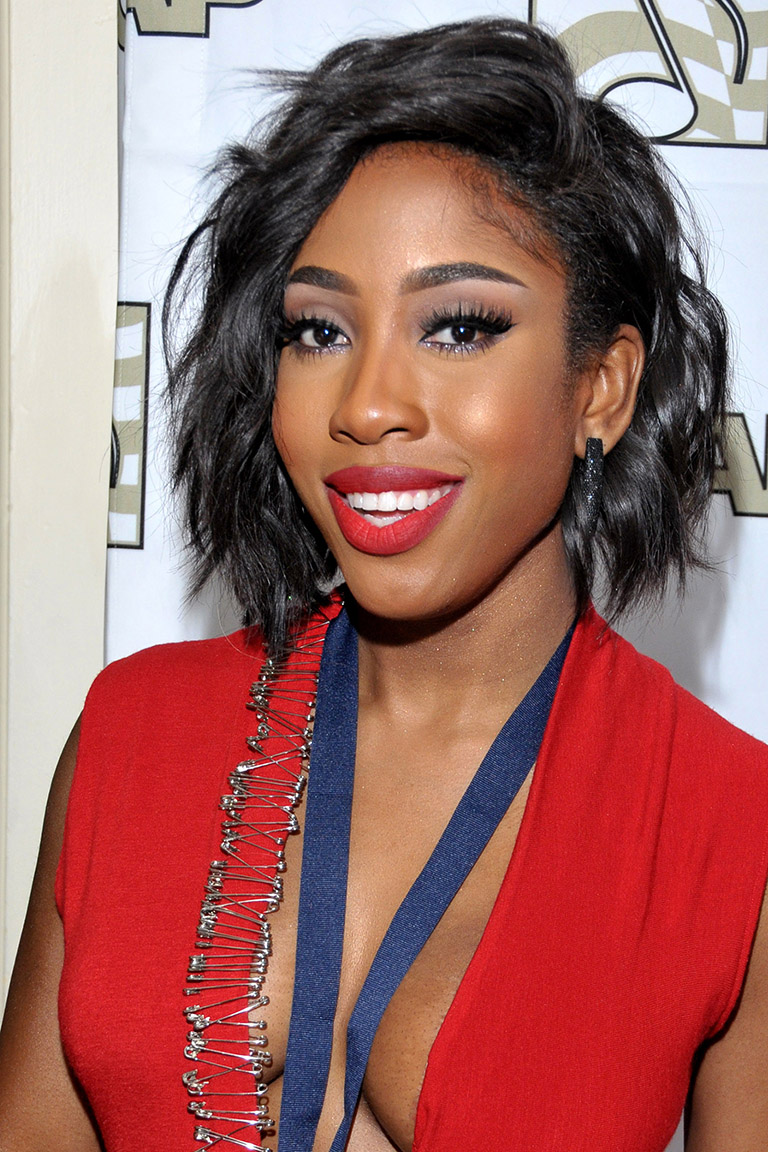
Sevyn Streeter (* 1986)

- Streeter, Smith (1844–1930), US-amerikanischer Roquespieler
- Streeter, Tanya (* 1973), US-amerikanisch-britische Apnoetaucherin und mehrfache Weltrekordhalterin
- Streeter, William F. (* 1937), US-amerikanischer Offizier, Generalmajor der US-Army
- Streeting, Wes (* 1983), britischer Politiker der Labour Party
- Streeton, Arthur (1867–1943), australischer Maler

### Stref
- Streffer, Christel (* 1941), deutsche Juristin
- Streffer, Christian (* 1934), deutscher Chemiker, Strahlenbiologe und Hochschullehrer
- Streffer, Egon (1946–1989), deutscher Spion der DDR im Bundesministerium der Verteidigung
- Streffing, Frank (* 1976), deutscher Schauspieler und Sprecher
- Streffing, Helga (* 1956), deutsche Schriftstellerin, Lehrerin und Schulseelsorgerin
- Streffleur, Valentin von (1808–1870), österreich-ungarischer Generalkriegskommissar

### Streg
- Strege, Martin (* 1966), deutscher Hindernis- und Marathonläufer
- Stregen, Felix von (1782–1854), k.k. Ingenieur-Offizier

### Streh
- Strehblow, Barbara (1927–1996), deutsche Schriftstellerin, Journalistin und Kulturreferentin
- Strehblow, Hans-Henning (* 1939), deutscher Chemiker
- Strehl, Carl (1886–1971), deutscher Hochschullehrer
- Strehl, Christoph (* 1968), deutscher Tenor
- Strehl, Dietmar (* 1956), deutscher Politiker (Bündnis 90/Die Grünen), Bremer Senator und Staatsrat, Bundesschatzmeister
- Strehl, Evi (* 1958), deutsche Heimatpflegerin aus dem Landkreis Amberg-Sulzbach
- Strehl, Franz (* 1948), österreichischer Wirtschaftswissenschaftler und Hochschullehrer
- Strehl, Heinz (1938–1986), deutscher Fußballspieler
- Strehl, Helmut (1931–2019), deutscher Bauingenieur und ehemaliger Rektor der Fachhochschule Aachen
- Strehl, Karl (1864–1940), deutscher Physiker und Optiker
- Strehl, Klaus (* 1943), deutscher Politiker (SPD), MdL
- Strehl, Willy (1881–1941), österreichischer Schauspieler und Operettensänger
- Strehlau, Ines (* 1959), deutsche Politikerin (Bündnis 90/Die Grünen), MdL
- Strehlau, Lothar (* 1944), deutscher Fußballtrainer
- Strehlau, Ralf (* 1965), deutscher Unternehmer und Unternehmensberater
- Strehle, Eckhart (* 1937), deutscher Schauspieler, Hörspiel- und Synchronsprecher
- Strehle, Gabriele (* 1951), deutsche Modeschöpferin und war Kreativdirektorin der Marke Strenesse (1975–2012)
- Strehle, Max (* 1946), deutscher Politiker (CSU) und ehemaliger Abgeordneter des Bayerischen Landtags
- Strehle, Res (* 1951), Schweizer Journalist und Autor
- Strehler, Andreas (* 1971), Schweizer Uhrmacher und Uhrenkonstrukteur
- Strehler, Bernard (1925–2001), US-amerikanischer Biologe und Gerontologe
- Strehler, Bernhard (1872–1945), katholischer Priester und Mitglied der katholischen Jugendbewegung
- Strehler, Giorgio (1921–1997), italienischer Regisseur und Politiker, MdEPGiorgio Strehler (1921–1997)

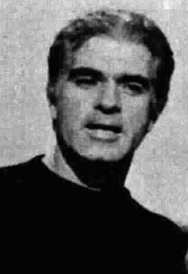
Giorgio Strehler (1921–1997)

- Strehler, René (* 1934), Schweizer Radrennfahrer
- Strehler, Shelly (* 1994), Schweizer Unihockeyspielerin
- Strehli, Angela (* 1945), US-amerikanische Bluessängerin, Songwriterin und Bluesgeschichtsforscherin
- Strehlke, Arno, deutscher Fußballspieler
- Strehlke, Ernst (1834–1869), deutscher Diplomatiker und Archivar
- Strehlke, Friedrich (1825–1896), deutscher Pädagoge und Literaturwissenschaftler
- Strehlke, Karl-Heinz (1924–2014), deutscher Lehrer, Schulrektor und Bürgermeister von Garbsen
- Strehlke, Lambert (* 1984), deutscher Kameramann, Fotograf und Videodesigner
- Strehlke, Reinhard (* 1927), deutscher Ministerialbeamter
- Strehlke, Reinhold, deutscher Fußballspieler
- Strehlow, Bodo (* 1957), deutscher Militär
- Strehlow, Carl (1871–1922), deutscher Missionar und Ethnologe
- Strehlow, Frieda (1875–1957), deutsche Missionarin und Anthropologin
- Strehlow, Jörg (* 1970), deutscher Angeljournalist und Buchautor
- Strehlow, Theodore George Henry (1908–1978), australischer ethnologischer Forscher
- Strehmel, Alexander (* 1968), deutscher Fußballspieler und Trainer

### Strei
- Streib, Carl Friedrich Wilhelm (1822–1888), deutscher Architekt und Baumeister
- Streib, Friedrich (1781–1852), deutscher Architekt und Baumeister
- Streib, Max (1912–1989), Schweizer Feldhandballspieler
- Streib, Tim (* 2001), deutscher Ruderer
- Streib, Werner (1911–1986), deutscher Offizier, Brigadegeneral der Bundeswehr, deutscher Nachtjäger-Pilot im Zweiten Weltkrieg
- Streibel, Karl (1903–1986), deutscher Lagerkommandant und SS-Sturmbannführer
- Streibel, Robert (* 1959), österreichischer Historiker und Autor
- Streiber, Gregor (* 1973), deutscher TV- und Filmproduzent sowie Autor mehrerer Wissenschafts-Dokumentarfilme
- Streiber, Ludwig Carl Heinrich (1767–1828), deutscher Jurist, Bürgermeister der Stadt Halle an der Saale
- Streibich, Karl-Heinz (* 1952), deutscher Manager
- Streibl, Florian (* 1963), deutscher Landespolitiker (CSU, FW), MdLFlorian Streibl (* 1963)

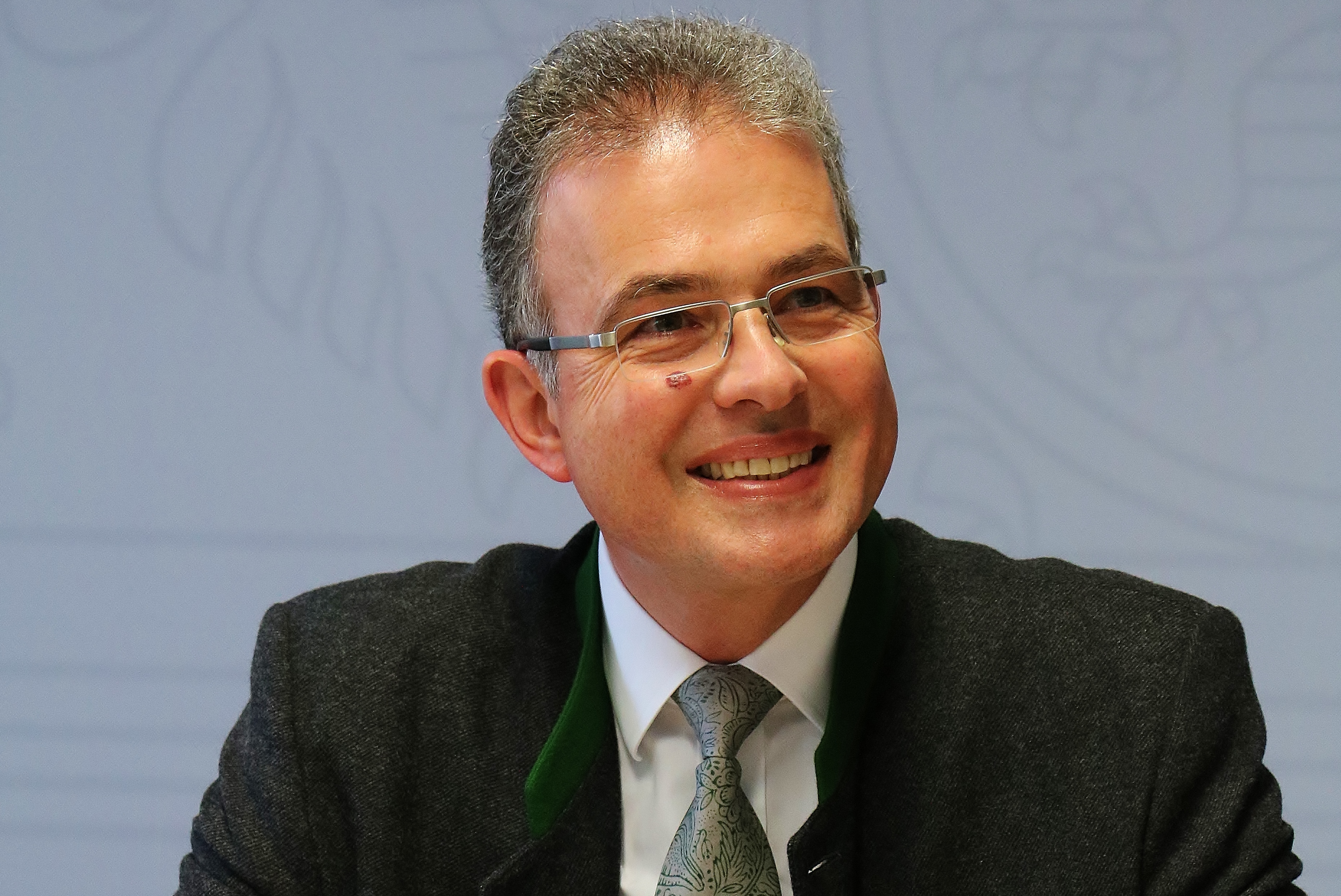
Florian Streibl (* 1963)

- Streibl, Johann Nepomuk (1830–1914), deutscher Verwaltungsjurist
- Streibl, Max (1932–1998), bayerischer Politiker (CSU)
- Streibl, Remigius (1912–2000), deutscher Kommunalpolitiker (parteilos)
- Streich, Albert (1897–1960), Schweizer Mundart-Schriftsteller
- Streich, Bernd (* 1951), deutscher Raumplaner
- Streich, Brigitte (* 1954), deutsche Archivarin und Historikerin
- Streich, Christian (* 1965), deutscher Fußballspieler und -trainerChristian Streich (* 1965)

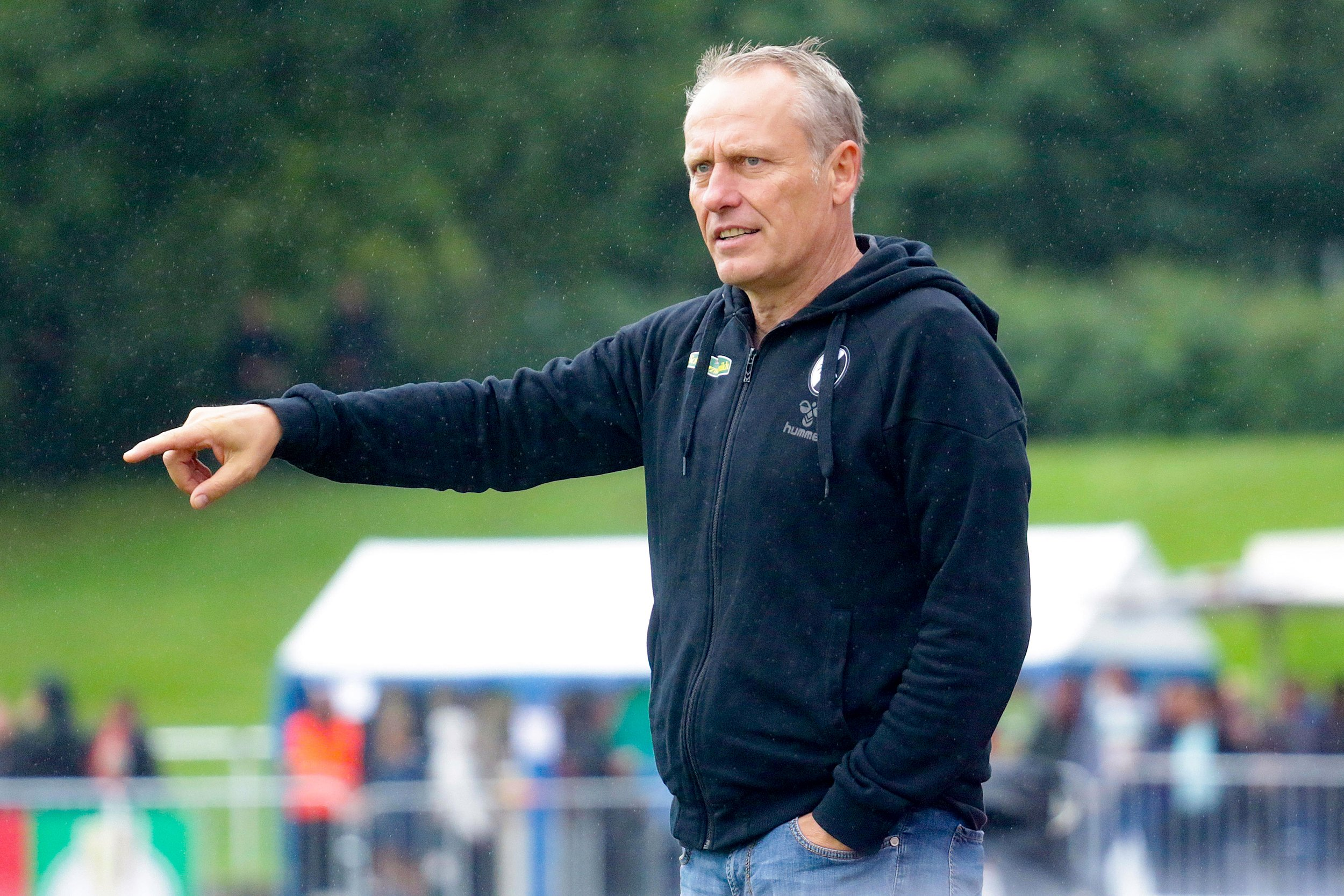
Christian Streich (* 1965)

- Streich, Friedrich (1934–2014), Schweizer Zeichentrickfilmer
- Streich, Gerhard (* 1946), deutscher Historiker
- Streich, Heike, deutsche Filmproduzentin
- Streich, Herbert (* 1928), deutscher Parlamentsabgeordneter (FDJ), MdV
- Streich, Jacek (* 1967), polnischer Ruderer
- Streich, Joachim (1951–2022), deutscher Fußballspieler und -trainer
- Streich, Johannes (1891–1977), deutscher Generalleutnant im Zweiten Weltkrieg
- Streich, Karl von (1826–1917), deutscher Richter am Reichsgericht und Politiker (DP), MdR
- Streich, Lisa (* 1985), schwedische Komponistin
- Streich, Richard K. (* 1950), deutscher Ökonom, Hochschullehrer, Exekutive Coach und Autor
- Streich, Rita (1920–1987), deutsche Opernsängerin (Sopran)
- Streich, Stanisław (1902–1938), polnischer römisch-katholischer Priester
- Streich, Stefan (* 1961), deutscher Komponist
- Streich, Victor (1863–1905), deutscher Geologe und Forschungsreisender
- Streichenberg, August Julius (1814–1878), deutscher Bildhauer und Hochschullehrer
- Streicher, Agatha (1520–1581), deutsche Ärztin
- Streicher, Alois (1892–1978), deutscher Maler und Zeichner
- Streicher, Andreas (1761–1833), deutsch-österreichischer Klavierfabrikant und Komponist
- Streicher, Erich (* 1907), deutscher Schmied, Abgeordneter der Volkskammer (SED)
- Streicher, Erich (1931–1994), deutscher Arzt und Forscher
- Streicher, Etta (* 1977), deutschsprachige Slam-Poetin und Clownesse
- Streicher, Gustav (1873–1915), österreichischer Dramatiker
- Streicher, Ingrid (* 1943), österreichische Wirtschaftspädagogin und Schriftstellerin
- Streicher, Jeanne (1880–1963), französische Romanistin
- Streicher, Johann Baptist (1796–1871), österreichischer Klavierbauer
- Streicher, Joseph († 1880), deutscher Verwaltungsbeamter
- Streicher, Julius (1885–1946), deutscher Politiker (NSDAP), MdR und Herausgeber des StürmerJulius Streicher (1885–1946)

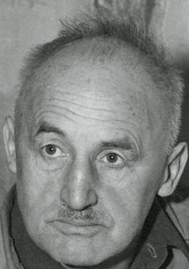
Julius Streicher (1885–1946)

- Streicher, Ludwig (1920–2003), österreichischer Kontrabassist
- Streicher, Margarete (1891–1985), österreichische Sportpädagogin
- Streicher, Nannette (1769–1833), deutsch-österreichische Komponistin und Klavierbauerin
- Streicher, Otto (1882–1945), deutscher Architekt und Kommunalpolitiker
- Streicher, Otto (1887–1968), Schweizer Architekt und Kinoinhaber
- Streicher, Paul Theodor (1861–1940), deutscher Schriftsteller
- Streicher, Rudolf (* 1939), österreichischer Manager und Politiker
- Streicher, Siegfried (1893–1966), Schweizer Journalist und Schriftsteller
- Streicher, Sonnfried (1929–2022), deutscher Meeresbiologe, Direktor des Deutschen Meeresmuseums
- Streicher, Theodor (1874–1940), österreichischer Komponist
- Streicher, Thomas (1958–2025), österreichischer Mathematiker
- Streicher, Vera (* 1986), deutsche Schauspielerin
- Streichert, Emil (1848–1929), deutscher Architekt und Baubeamter
- Streichert-Clivot, Christine (* 1980), deutsche Politikerin (SPD)
- Streichhahn, Gabriele (* 1953), deutsche Schauspielerin und SynchronsprecherinGabriele Streichhahn (* 1953)

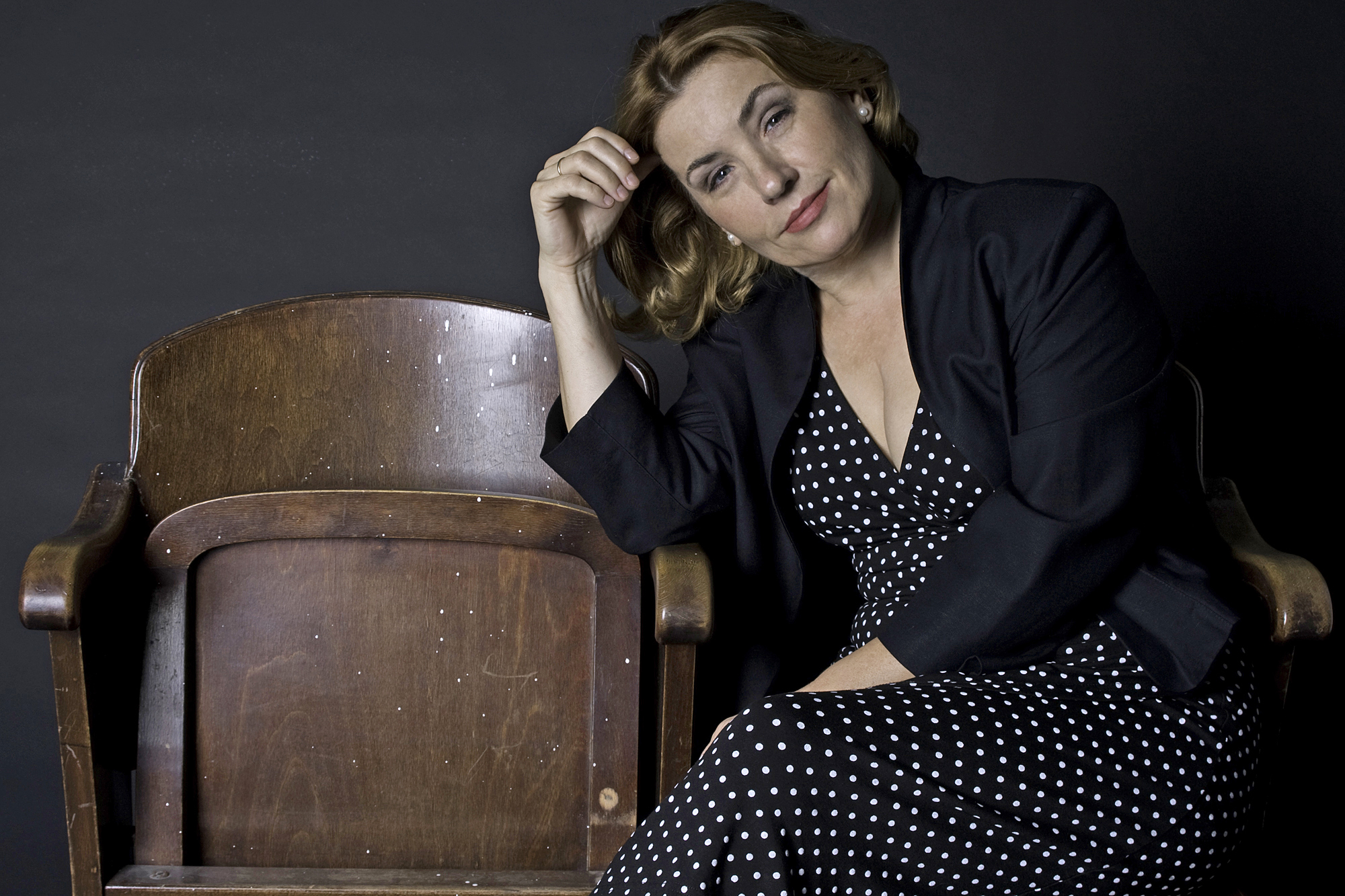
Gabriele Streichhahn (* 1953)

- Streichhan, Ferdinand (1814–1884), deutscher Architekt und Baubeamter
- Streichsbier, Guido (* 1969), deutscher Fußballspieler und -trainer
- Streidel, Adelheid (* 1947), deutsche Attentäterin, auf Oskar Lafontaines (1990)
- Streidl, Barbara (* 1972), deutsche Autorin, Journalistin und Musikerin
- Streidt, Ellen (* 1952), deutsche Leichtathletin und Olympiasiegerin
- Streidt, Joseph (1905–1961), österreichischer katholischer Priester, Weihbischof in der Erzdiözese Wien
- Streif, Georg (* 1961), deutscher Taekwondoin
- Streif, Hansjörg (* 1939), deutscher Geologe
- Streiff von Lauenstein, Johann (1610–1697), kurbrandenburger Generalmajor
- Streiff von Lauenstein, Philipp (1595–1647), deutscher Jurist und Gesandter bei den Westfälischen Friedensverhandlungen
- Streiff, Balthasar (* 1963), Schweizer Alphornbläser und Komponist
- Streiff, Caspar (1853–1913), Schweizer Staatskassier und Mundartautor
- Streiff, Christian (* 1954), französischer Manager
- Streiff, Co (* 1959), Schweizer Saxophonistin und Flötistin
- Streiff, Egidius (* 1967), Schweizer Geiger und Musikproduzent
- Streiff, Patrick (* 1955), Schweizer Geistlicher, Bischof der Evangelisch-methodistischen Kirche Mittel- und Südeuropa
- Streiff, Peter (* 1944), Schweizer Komponist
- Streiff, Philippe (1955–2022), französischer Automobilrennfahrer
- Streiff, Raoul (1909–1980), französischer Händler und Politiker
- Streiff, Rösli (1901–1997), schweizerische Skirennfahrerin
- Streiff, Samuel (* 1975), Schweizer Schauspieler und Sprecher
- Streiff-Becker, Rudolf (1873–1959), Schweizer Unternehmer, autodidaktischer Föhn- und Glaziologe, Autor und Maler
- Streiff-Feller, Marianne (* 1957), Schweizer Politikerin (EVP)
- Streifinger, Peter (1853–1937), deutscher Landwirt und Molkereibesitzer, Bürgermeister der Landgemeinde München
- Streifling, Jens (* 1966), deutscher MusikerJens Streifling (* 1966)

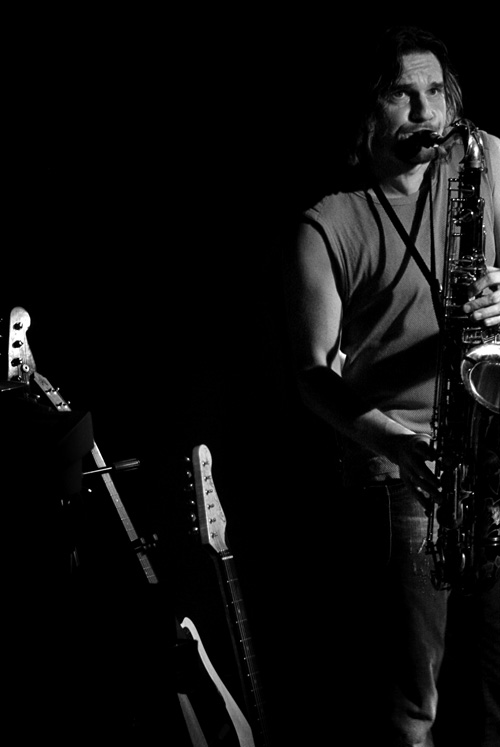
Jens Streifling (* 1966)

- Streikus, Zenonas (* 1954), litauischer Politiker und Psychologe
- Streil, Barbara (* 1977), deutsch-schweizerische Violinistin
- Streile, Gabi (* 1950), deutsche Malerin
- Streim, Alfred (1932–1996), deutscher Staatsanwalt
- Streim, Hannes (* 1943), deutscher Betriebswirt
- Streimann, Alar (* 1964), estnischer Diplomat
- Streimelweger, Niklas (* 2000), österreichischer Fußballspieler
- Streimelweger, Thomas (* 1959), österreichischer Unternehmer
- Streiner, Roland (* 1961), österreichischer Chorleiter, Arrangeur, Komponist und Musikpädagoge
- Streiner, Russell (* 1940), US-amerikanischer Filmproduzent und Schauspieler
- Streintz, Heinrich (1848–1892), österreichischer Physiker
- Streinu, Ileana, rumänisch-US-amerikanische Mathematikerin
- Streinz, Rudolf (* 1953), deutscher Rechtswissenschaftler
- Streisand, Barbra (* 1942), US-amerikanische Sängerin und SchauspielerinBarbra Streisand (* 1942)

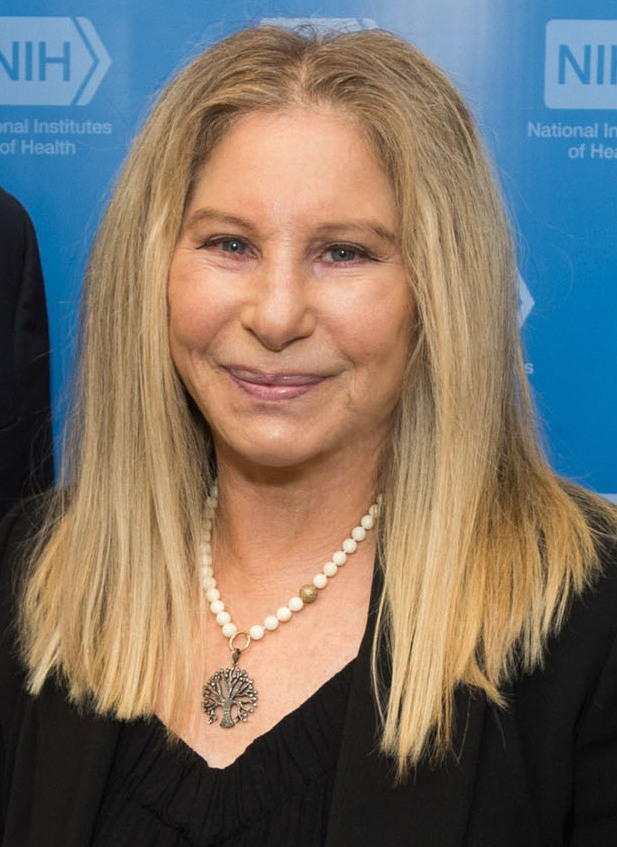
Barbra Streisand (* 1942)

- Streisand, Joachim (1920–1980), deutscher Historiker
- Streisand, Lea (* 1979), deutsche Autorin und Vorleserin
- Streissler, Erich W. (* 1933), österreichischer Nationalökonom
- Streit, Albert (* 1980), deutscher Fußballspieler
- Streit, Alphonse (1893–1970), deutscher römisch-katholischer Ordensmann, Geistlicher und Bischof
- Streit, Andreas (1840–1916), österreichischer Architekt
- Streit, Arnold (1867–1940), deutscher Verwaltungsjurist
- Streit, Bruno (* 1948), Schweizer Ökologe und Professor für Ökologie und Evolution
- Streit, Emma (1886–1939), deutsche Malerin
- Streit, Erika (1910–2011), Schweizer Malerin, Grafikerin und Zeichnerin
- Streit, Ernst (1909–1955), Schweizer Maler und Grafiker
- Streit, Feodor (1820–1904), demokratischer Politiker und Publiziste
- Streit, Franz (1898–1945), deutscher Widerstandskämpfer gegen den Nationalsozialismus, KPD-Mitglied
- Streit, Friedrich Wilhelm (1772–1839), preußischer Kartograf
- Streit, Georgios (1868–1948), griechischer Außenminister und Präsident der Athener Akademie
- Streit, Gerhard (1914–1977), deutscher Jockey im Galopprennsport
- Streit, Guido Alexander von (1813–1904), preußischer Generalleutnant und Ehrenbürger von Spandau
- Streit, Hanns (1896–1983), deutscher NS-Wissenschaftsfunktionär und SS-Führer
- Streit, Hermann (1909–1996), deutscher SED-Funktionär
- Streit, Jakob (1910–2009), Schweizer Lehrer und Schriftsteller
- Streit, Joachim (* 1965), deutscher Politiker (Freie Wähler), MdL, MdEPJoachim Streit (* 1965)

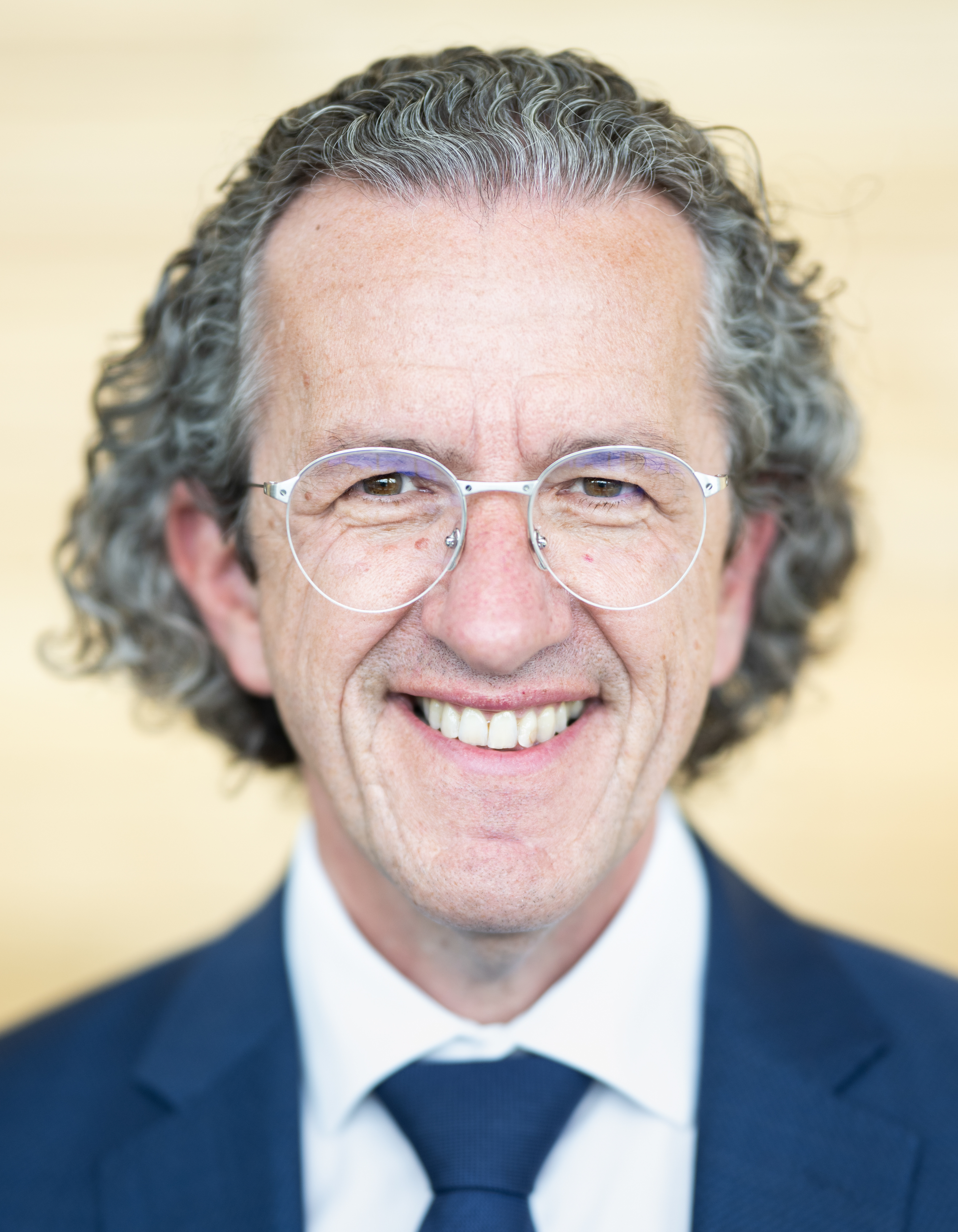
Joachim Streit (* 1965)

- Streit, Johann Maximilian von (1752–1833), preußischer Oberst und Freimaurer
- Streit, Josef (1911–1987), deutscher Jurist und Politiker (KPD, SED), Generalstaatsanwalt der DDR
- Streit, Karl (1833–1902), bayerischer Regierungsrevisor, Salinenverwalter und Kunstsammler
- Streit, Karl von (1766–1821), preußischer Generalmajor und Kommandant von Kolberg
- Streit, Kurt (* 1959), amerikanisch-österreichischer Opernsänger (Tenor)
- Streit, Lothar (1823–1898), deutscher Politiker (DFP), MdR, Mitglied des Landtags (Königreich Sachsen), Oberbürgermeister von Zwickau
- Streit, Ludwig (* 1938), deutsch-österreichischer Physiker
- Streit, Manfred (1939–2017), deutscher Ökonom
- Streit, Marco (* 1975), schweizerisch-italienischer Eishockeytorhüter
- Streit, Mario (* 1967), deutscher Ruderer
- Streit, Mark (* 1977), Schweizer EishockeyspielerMark Streit (* 1977)

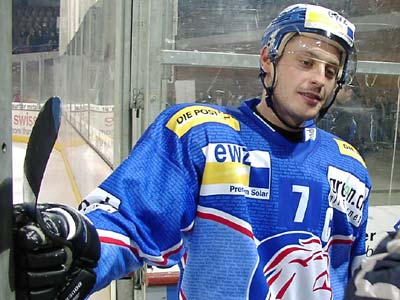
Mark Streit (* 1977)

- Streit, Reinhard (1935–2005), deutscher Geologe
- Streit, Roberto (* 1983), brasilianischer Rennfahrer
- Streit, Sigismund (1687–1775), deutscher Kaufmann und Mäzen
- Streit, Stefanos (1837–1920), griechischer Jurist und Politiker und Hochschullehrer
- Streit, Thomas (* 1965), deutscher Fußballspieler
- Streit, Willi (* 1936), deutscher Fußballspieler
- Streit, Wolfgang (* 1964), deutscher Mikrobiologe und Hochschullehrer
- Streit-Moser, Trudy (* 1953), Schweizer Fussballspielerin
- Streitberg, Wilhelm (1864–1925), deutscher Indogermanist
- Streitberger, Georg (* 1981), österreichischer Skirennläufer
- Streitberger, Johann (1517–1602), deutscher Theologe
- Streitbörger, Ellen (* 1951), deutsche Politikerin (Die Linke), MdL
- Streitel, Franziska (1844–1911), Gründerin der „Kongregation der Schwestern der schmerzhaften Mutter“
- Streitenberger, Wolfgang (* 1952), österreichischer Beamter der Europäischen Kommission, Brüssel
- Streitenbürger, Lutz (* 1944), deutscher Fußballspieler
- Streitenfeld, Ludwig (1849–1930), deutsch-österreichischer Porträt- und Landschaftsmaler sowie Illustrator, Kopist und Restaurator
- Streitenfeld, Marc, deutscher Filmkomponist
- Streiter, Artur (1905–1946), deutscher Schriftsteller und Maler
- Streiter, Bernd (* 1962), deutscher Künstler
- Streiter, Georg (1884–1945), deutscher Politiker (DVP), MdR
- Streiter, Georg (1907–1976), deutscher Journalist und Politiker (SPD)
- Streiter, Georg (1955–2024), deutscher Journalist und Unternehmer
- Streiter, Joseph (1804–1873), Bürgermeister von Bozen und Landtagsabgeordneter des Tiroler Landtags
- Streiter, Konrad (* 1947), österreichischer Politiker und Landesrat
- Streiter, Michael (* 1966), österreichischer Fußballspieler und -trainerMichael Streiter (* 1966)

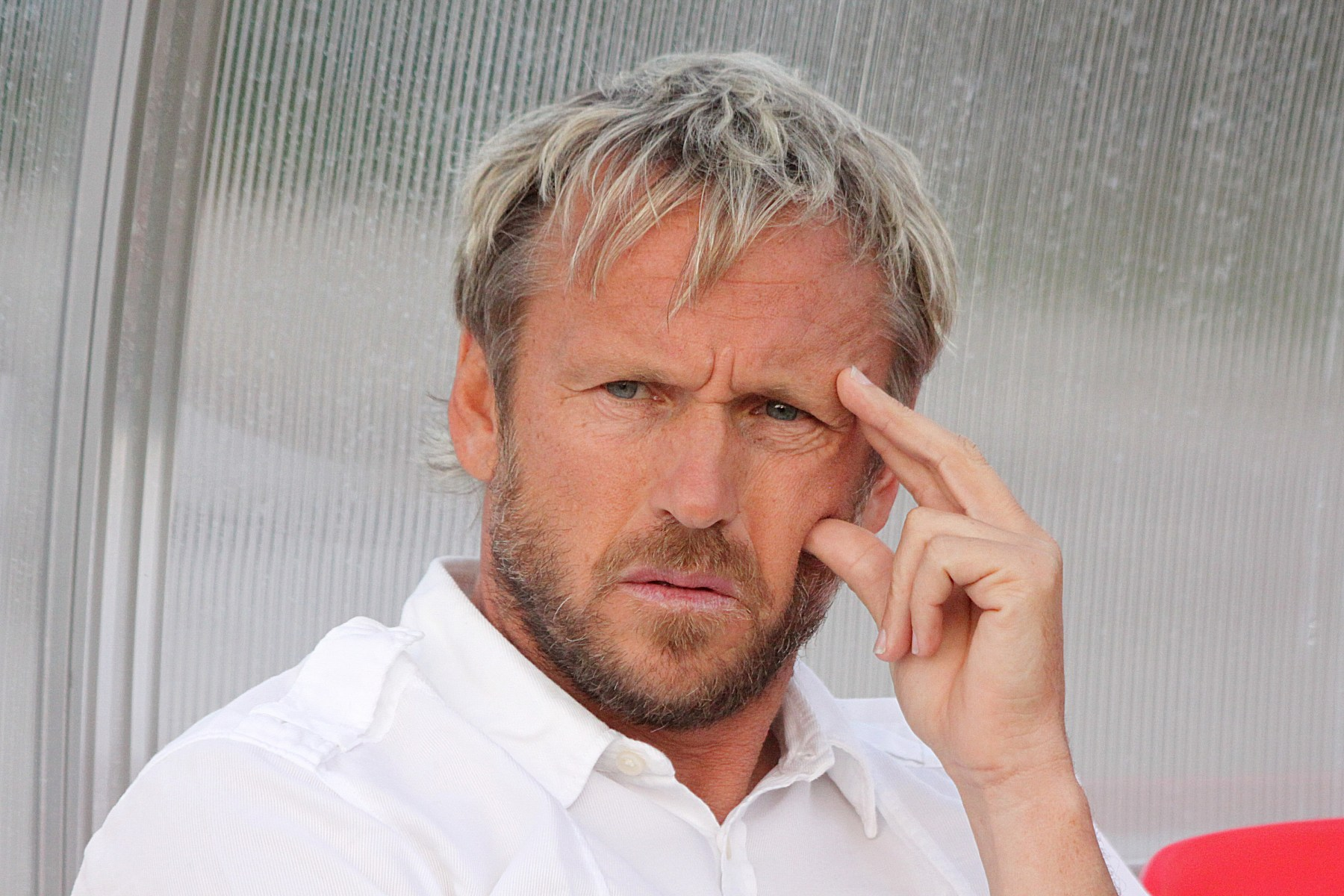
Michael Streiter (* 1966)

- Streiter, Ute (* 1973), österreichische Triathletin
- Streiter, Wolfgang (1763–1831), deutscher Architekt
- Streiter-Buscher, Heide (* 1938), deutsche Literaturhistorikerin
- Streitferdt, Lothar (* 1941), deutscher Betriebswirt und emeritierter Hochschullehrer (Universität Hamburg)
- Streithagen, Abraham von († 1635), deutscher Schöffe und Bürgermeister der Freien Reichsstadt Aachen
- Streithofen, Heinrich Basilius (1925–2006), deutscher Dominikaner und Publizist
- Streithorst, Anton von der († 1625), braunschweigischer Staatsmann
- Streithorst, Erika (1908–1960), deutsche Schauspielerin, Dialogautorin und Dialogregisseurin
- Streithorst, Johann Werner (1746–1800), evangelischer Theologe und Schriftsteller
- Streitle, Jakob (1916–1982), deutscher Fußballspieler
- Streitler, Dietmar (1962–2022), österreichischer Ringer
- Streitmann, Karl (1853–1937), österreichischer Theaterschauspieler und Opernsänger (Tenor)
- Streitmann, Rosa (1857–1937), österreichische Sängerin und Gesangspädagogin
- Streitt, Franz (1839–1890), polnischer Maler
- Streitwieser, Andrew (1927–2022), US-amerikanischer Chemiker
- Streitwieser, Anton (1916–1972), deutscher Schutzhaftlagerführer im KZ Mauthausen
- Streitwolf, Johann Heinrich Gottlieb (1779–1837), deutscher Holzblasinstrumentenbauer und Komponist
- Streitwolf, Kurt (1871–1954), deutscher Kolonialbeamter

### Strej
- Strejc, Jiří (1932–2010), tschechischer Komponist, Organist, Chorleiter und Musikpädagoge
- Strejček, Ivo (* 1962), tschechischer Politiker (Občanská demokratická strana), MdEP und Lehrer
- Strejlau, Andrzej (* 1940), polnischer Fußballspieler, Handballspieler und Fußballtrainer

### Strek
- Strekalow, Gennadi Michailowitsch (1940–2004), sowjetischer Raumfahrer
- Strekalowa, Alexandra Nikolajewna (1821–1904), russische Wohltäterin
- Štrekelj, Alojzij (1857–1939), österreichisch-slowenischer Politiker
- Streker, Denis (* 1991), deutscher Fußballspieler
- Streker-Dembińska, Elżbieta (* 1954), polnische Politikerin, Mitglied des Sejm

### Strel
- Strel, Boris (1959–2013), jugoslawischer Skirennläufer
- Strel, Martin (* 1954), slowenischer Ultra-Langstreckenschwimmer
- Strelchenko, Natalia (1976–2015), russisch-norwegische Pianistin
- Strelčiūnas, Algis (* 1960), litauischer Politiker
- Strele von Bärwangen, Richard (1849–1919), österreichischer Bibliothekar und Schriftsteller
- Strele, Johann von, Herr von Storkow und Beeskow und auf Vetschau
- Strele, Martha (1889–1984), österreichische Malerin
- Strele, Martin (* 1973), österreichischer Theater-, Film- und Fernsehschauspieler
- Strelec, David (* 2001), slowakischer Fußballspieler
- Strelecky, John (* 1969), amerikanischer AutorJohn Strelecky (* 1969)

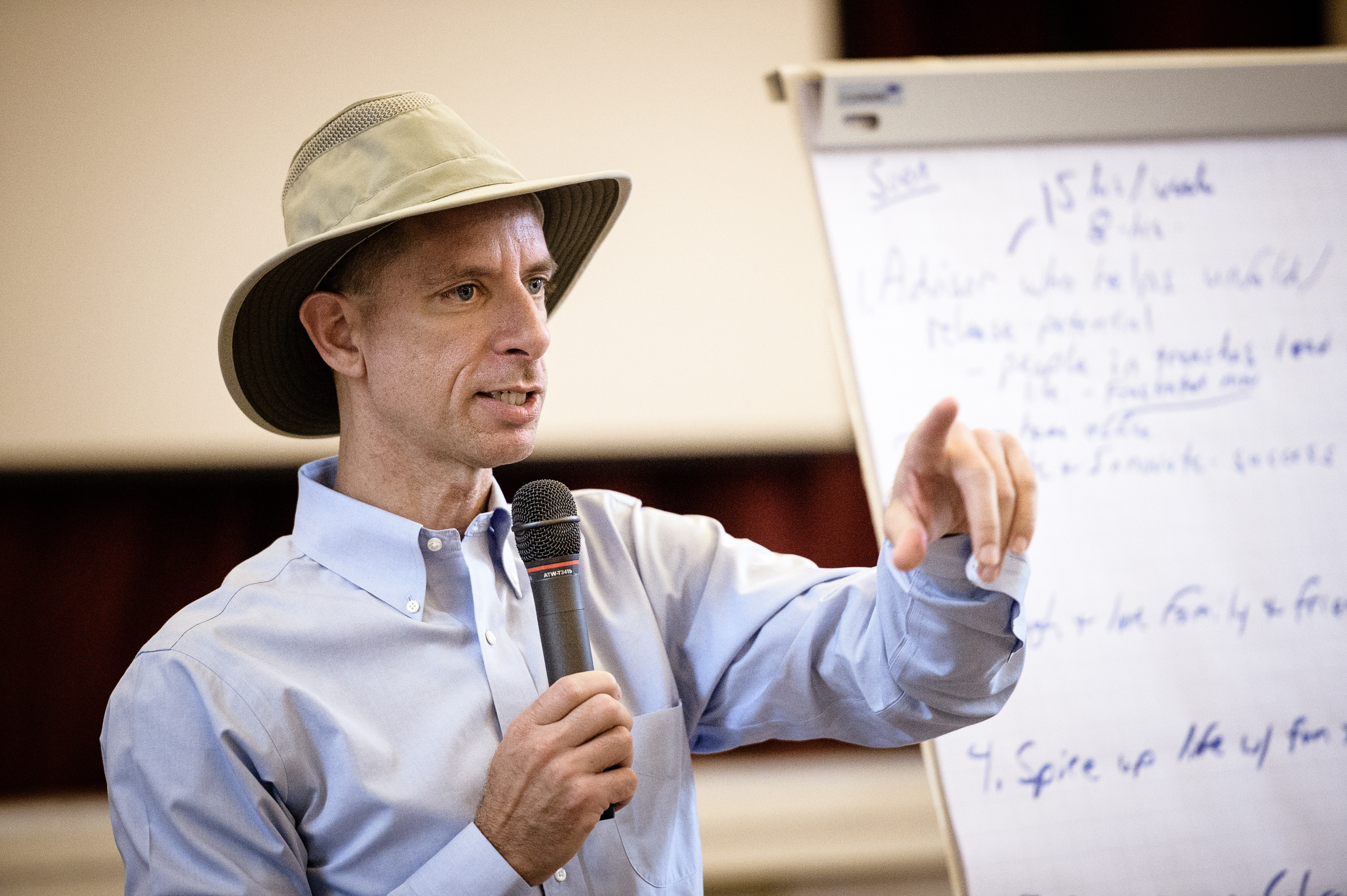
John Strelecky (* 1969)

- Strelenko, Marija Borissowna (1976–2011), russische Biathletin
- Streleț, Valeriu (* 1970), moldauischer Politiker
- Streletz, Fritz (1926–2025), deutscher Militär, Stellvertretender Minister für Nationale Verteidigung, Chef des Hauptstabes der NVA und Sekretär des Nationalen Verteidigungsrates
- Streletz, Haidi (1931–2010), deutsche Zahnärztin, Malerin und Politikerin (SPD), MdL
- Streletz, Werner (* 1949), deutscher Autor und Journalist
- Streletzki, Ekkehard (* 1940), deutscher Unternehmer und Hotelier
- Streletzky, Nikolai Stanislawowitsch (1885–1967), russisch-sowjetischer Brückenbau-Ingenieur und Hochschullehrer
- Streli, Jörg (1940–2019), österreichischer Architekt und Hochschullehrer
- Stréliski, Alexandra (* 1985), kanadische Pianistin und Komponistin
- Strelitz, Daniel (* 1990), US-amerikanischer Pokerspieler
- Strelitz, Johannes (1912–1991), deutscher Jurist und Politiker (SPD), MdL
- Strelka, Joseph P. (1927–2022), österreichischer Germanist
- Strelkow, Denis Sergejewitsch (* 1990), russischer Geher
- Strelkow, Sergei Andrejewitsch (* 1991), russischer Tennisspieler
- Strell, Martin (1912–1999), deutscher Chemiker
- Streller, Dieter (* 1929), deutscher Fußballspieler
- Streller, Friedbert (1931–2017), deutscher Musikwissenschaftler, Komponist und Autor
- Streller, Marco (* 1981), Schweizer FussballspielerMarco Streller (* 1981)

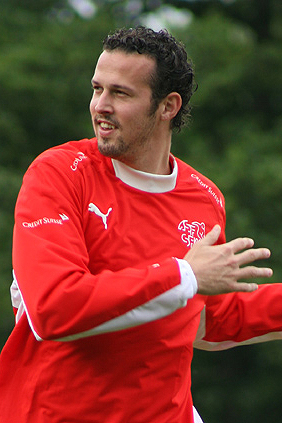
Marco Streller (* 1981)

- Streller, Rudolf Johannes (1895–1963), deutscher Nationalökonom
- Streller, Siegfried (1921–2015), deutscher Hochschullehrer und Herausgeber
- Streller, Till (* 2003), deutscher Fußballspieler
- Strelli, Richard (1875–1940), österreichischer Benediktiner und Abt
- Strēlnieks, Jānis (* 1989), lettischer Basketballspieler
- Strelnikow, Dmitri Alexandrowitsch (* 1969), russischer Schriftsteller
- Strelnikow, Nikolai Michailowitsch (1888–1939), russischer Komponist und Musikschriftsteller
- Strelnikow, Wladimir (* 1939), ukrainischer Künstler
- Strelow, Hans (1940–2023), deutscher Galerist
- Strelow, Heinz (1915–1943), deutscher Lyriker und Widerstandskämpfer
- Strelow, Ina (* 1958), deutsche Schriftstellerin
- Strelow, Janina (* 1996), deutsche Politikerin (SPD), MdBB
- Strelow, Justus (* 1996), deutscher BiathletJustus Strelow (* 1996)

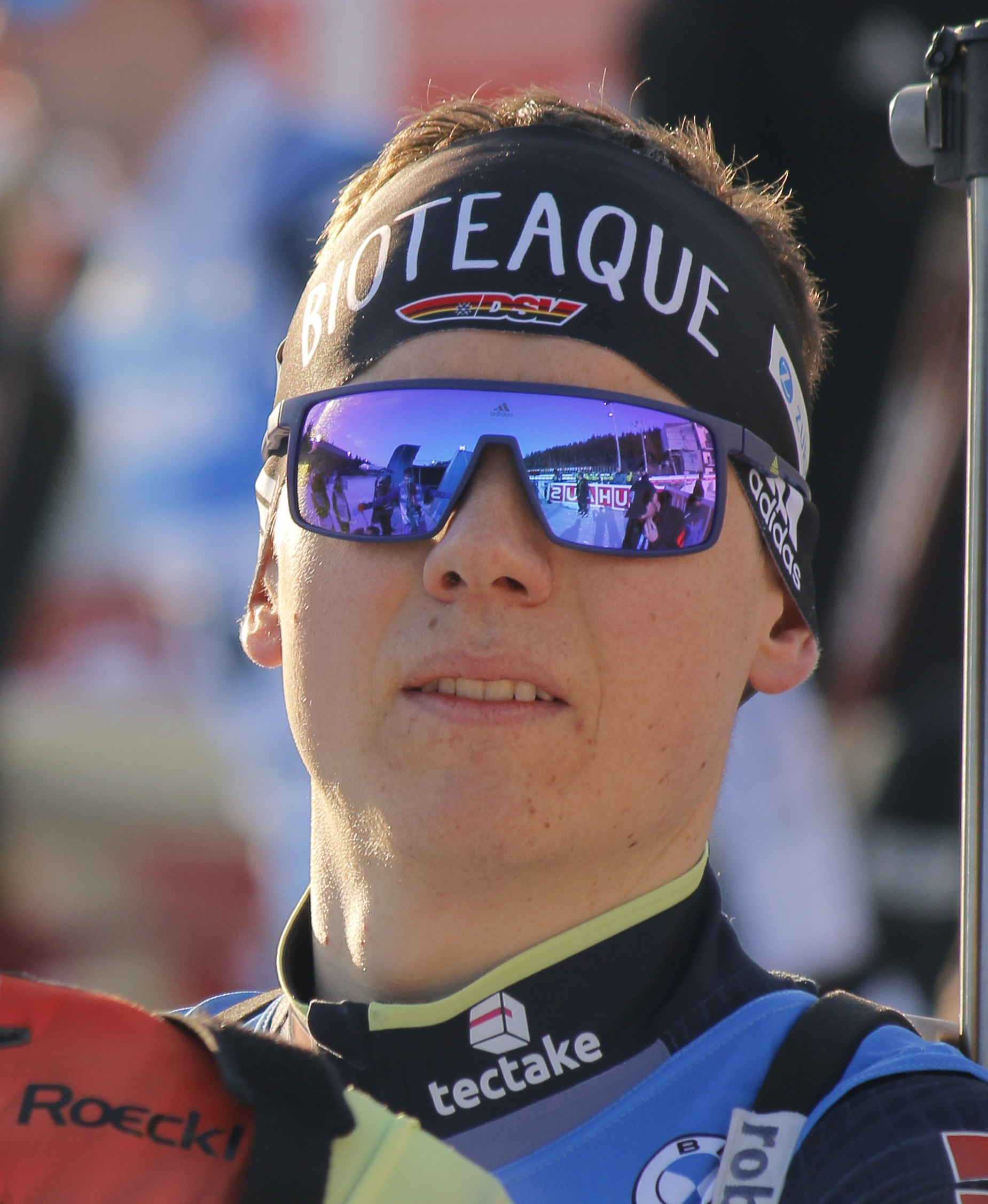
Justus Strelow (* 1996)

- Strelow, Liselotte (1908–1981), deutsche Fotografin
- Strelow, Marcel (* 1982), deutscher Natur- und Landschaftsfotograf
- Strelow, Warren (1934–2007), US-amerikanischer Eishockeytorwart und -trainer
- Streltsov, Olexander (* 1975), ukrainischer, schweizerischer und südkoreanischer Bobfahrer
- Strelzow, Alexander Witaljewitsch (* 1990), russischer Eishockeyspieler
- Strelzow, Eduard Anatoljewitsch (1937–1990), sowjetischer Fußballspieler
- Strelzow, Kirill Konstantinowitsch (* 1996), russischer Biathlet
- Strelzow, Waleri (* 1972), luxemburgischer Badmintonspieler ukrainischer Herkunft
- Strelzow, Wassili Witaljewitsch (* 1990), russischer Eishockeyspieler
- Strelzowa, Olga Alexandrowna (* 1987), russische Bahnradsportlerin

### Strem
- Stremavičius, Titas (* 1998), litauischer Schachspieler
- Stremayr, Karl von (1823–1904), österreichischer Jurist und Politiker, Landtagsabgeordneter
- Stremel, Max Arthur (1859–1928), deutscher Maler und Grafiker
- Štremfelj, Andrej (* 1956), jugoslawischer bzw. slowenischer BergsteigerAndrej Štremfelj (* 1956)

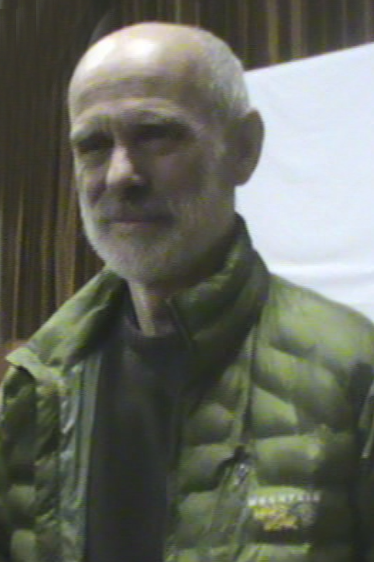
Andrej Štremfelj (* 1956)

- Streminger, Gerhard (* 1952), österreichischer Philosoph und Autor
- Stremitzer, Armin (* 1983), österreichischer Hallenhockeyspieler
- Stremitzer, Heinrich (1936–2016), österreichischer Hochschullehrer für Betriebswirtschaftslehre in Wien
- Stremlau, Elisabeth (* 1949), deutsche Politikerin (SPD), Bürgermeisterin von Dülmen
- Stremlau, Silke (* 1976), deutsche Nachhaltigkeitsexpertin und Bankerin
- Stremler, Paul (1894–1938), französischer Autorennfahrer
- Stremler, Stephanie (* 1977), deutsche Schauspielerin
- Stremme, Heinrich (1884–1933), deutscher Landwirt und Landtagsabgeordneter im Freistaat Waldeck
- Stremme, Hermann (1879–1961), deutscher Bodenkundler
- Stremmel, Jan (* 1985), deutscher Journalist und Moderator
- Stremmel, Ralf (* 1963), deutscher Historiker und Archivar
- Stremmel, Wolfgang (* 1952), deutscher Mediziner (Innere Medizin, Gastroenterologie)
- Stremming, Karl-Friedrich (* 1951), deutscher Fußballspieler
- Stremous, Alina Sergejewna (* 1995), russisch-moldauische Biathletin
- Stremoussow, Kyrylo (1976–2022), russisch-ukrainischer Politiker und Blogger
- Strempel, Carl (1800–1872), deutscher Ophthalmologe und Hochschullehrer
- Strempel, Elisabeth (1840–1912), deutsche Porträtmalerin
- Strempel, Erwin (1924–1999), deutscher Fußballtorwart
- Strempel, Gesine (* 1940), deutsche Autorin, Moderatorin, Reporterin und Übersetzerin
- Strempel, Horst (1904–1975), deutscher Maler und Grafiker
- Strempel, Hugo von (1831–1897), preußischer General der Infanterie
- Strempel, Ilse (* 1946), deutsche Augenärztin
- Strempel, Karin (* 1961), deutsche Politikerin (DDR-CDU, CDU), MdL Sachsen
- Strempel, Karl (* 1980), deutscher Volleyball- und Beachvolleyballspieler
- Strempel, Michael (1944–2018), deutscher Fußballspieler
- Strempel, Michael (* 1965), deutscher Journalist, ARD-Studioleiter ParisMichael Strempel (* 1965)

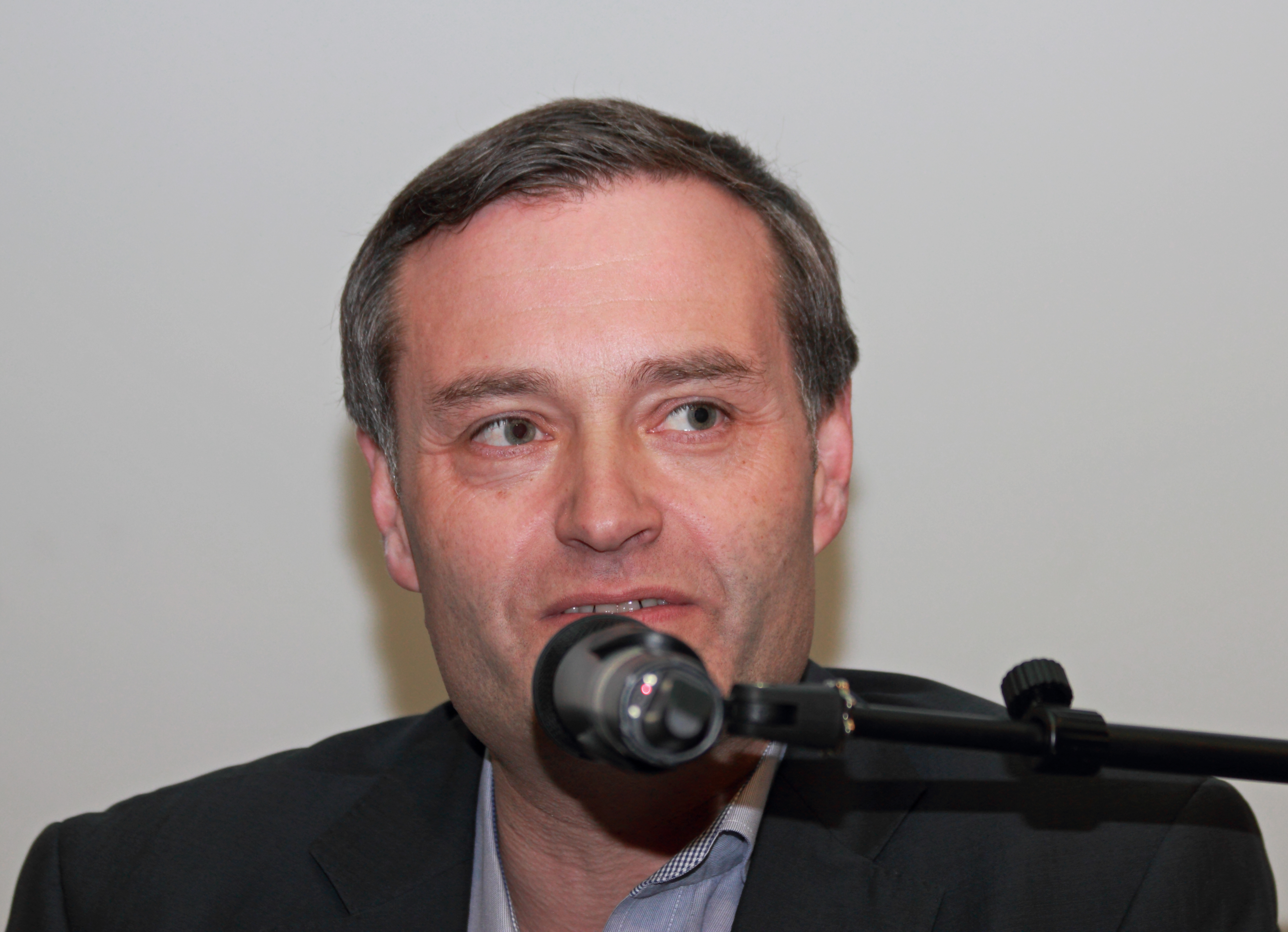
Michael Strempel (* 1965)

- Strempel, Rudolf (1891–1981), deutscher Dermatologe, Venerologe und Hochschullehrer
- Strempel, Sebastian (* 1967), deutscher Jazzmusiker (Trompete, Komposition) und Bigband-Leader
- Strempfl, Martin (* 1984), österreichischer Sportschütze

### Stren
- Streng, Alfons von (1852–1940), Schweizer Politiker (Katholisch-Konservative)
- Streng, Daria (* 1995), deutsche Fußballspielerin
- Streng, Ernst (1942–1993), deutscher Radrennfahrer
- Streng, Felix (* 1995), deutscher Leichtathlet im Behindertensport
- Streng, Ferdinand Ludwig (1786–1857), Politiker Freie Stadt Frankfurt
- Streng, Franz (* 1947), deutscher Jurist und Hochschullehrer
- Streng, Franziskus von (1884–1970), Schweizer römisch-katholischer Geistlicher, Bischof von Basel
- Streng, Johann August (1830–1897), deutscher Geologe und Mineraloge
- Streng, Johann Baptist von (1808–1883), Schweizer Politiker und Richter
- Streng, Jörg (* 1965), deutscher Architekt, Gitarrist, Komponist und Liedermacher
- Streng, Richard (1876–1951), deutscher Verwaltungsjurist und Politiker
- Streng, Simone (* 1987), österreichische Skirennläuferin
- Streng, Taymur (* 1962), deutscher Komponist
- Streng-Renkonen, Walter Olof (1876–1959), finnischer Germanist, Romanist, Italianist, Linguist und Lexikograf
- Strenga, Jānis (* 1986), lettischer Bobsportler
- Strengberger, Thomas (* 1975), österreichischer Tennisspieler
- Strenge, Ernst von (1872–1943), deutscher Verwaltungsjurist und Bezirksamtmann
- Strenge, Hans-Peter (* 1948), deutscher Verwaltungsjurist und Bezirksamtsleiter
- Strenge, Irene (* 1948), deutsche Juristin und Sachbuchautorin
- Strenge, Karl Friedrich von (1843–1907), deutscher Jurist und Staatsminister
- Strenge, Verena von (* 1975), deutsche Sängerin und Tänzerin
- Strenge, Walter (1898–1974), US-amerikanischer Kameramann
- Strenger, Anneliese (1913–1984), österreichische Zoologin und Anatomin (Hochschullehrerin)
- Strenger, Carlo (1958–2019), schweizerisch-israelischer Schriftsteller, Publizist und Psychoanalytiker
- Strenger, Christian (* 1943), deutscher Wirtschaftswissenschaftler
- Strenger, Hermann J. (1928–2016), deutscher Unternehmer, Vorstandsvorsitzender der Bayer AG (1984–1992)
- Strenger, Jörg (* 1948), deutscher Radsportmanager
- Strenger, Lou (* 1992), deutsche Schauspielerin und Hörspielsprecherin
- Strenger, Reinhold (* 1903), deutscher Klassischer Archäologe und Verwaltungsbeamter
- Strenger, Werner (* 1969), österreichischer Theaterschauspieler und Universitätsprofessor
- Strengmann-Kuhn, Wolfgang (* 1964), deutscher Politiker (Bündnis 90/Die Grünen), MdB
- Strenio, Andrew John Jr. (* 1952), amerikanischer Jurist, Regierungsbediensteter und war Mitglied der Regulierungsbehörde Interstate Commerce Commission
- Strenitz, Dieter (1940–2022), österreichischer Politiker (SPÖ), Landtagsabgeordneter, Landesrat und Jurist
- Strenkert, Paul (1899–1989), deutscher Gewerkschafter und Politiker (BVP, CSU), MdL
- Strényi, Ferenc (* 1936), ungarischer Generalmajor
- Strenz, Karin (1967–2021), deutsche Politikerin (CDU), MdL, MdBKarin Strenz (1967–2021)

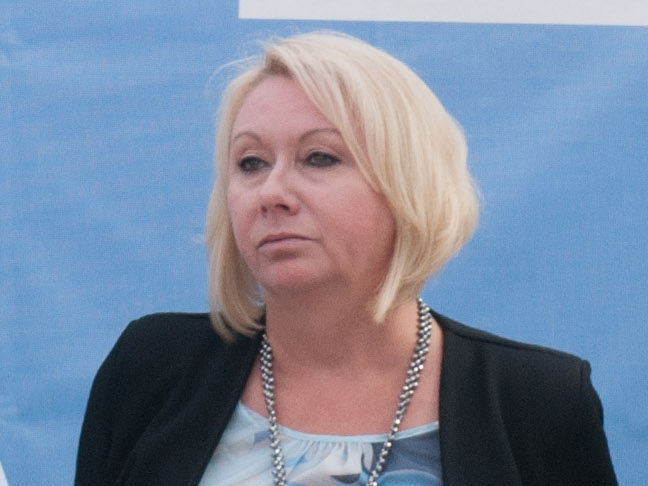
Karin Strenz (1967–2021)

### Strep
- Strepp, Hans Michael (* 1967), deutscher Pressesprecher
- Streppelhoff, Thorsten (* 1969), deutscher Ruderer
- Strepponi, Giuseppina (1815–1897), italienische Sopranistin

### Strer
- Strerath, Otto (1906–1973), deutscher Schachkomponist
- Strerath, Stefan (* 1967), deutscher Fußballspieler
- Strerath, Walter (1942–1981), deutscher Jazzpianist

### Stres
- Stres, Anton (* 1942), slowenischer Ordensgeistlicher, Erzbischof von Ljubljana
- Stresau, Hermann (1894–1964), deutscher Germanist, Bibliothekar, Übersetzer und Schriftsteller
- Stresau, Norbert (1960–1991), deutscher Filmwissenschaftler
- Streschnewa, Jewdokija Lukjanowna (1608–1645), Zarin von Russland
- Stresemann, Angela (* 1952), deutsche Schauspielerin
- Stresemann, Christina (* 1957), deutsche Juristin, Richterin am Bundesgerichtshof
- Stresemann, Erwin (1889–1972), deutscher Ornithologe
- Stresemann, Gustav (1878–1929), deutscher Politiker (DVP, NLP), MdR, Außenminister der Weimarer Republik und FriedensnobelpreisträgerGustav Stresemann (1878–1929)

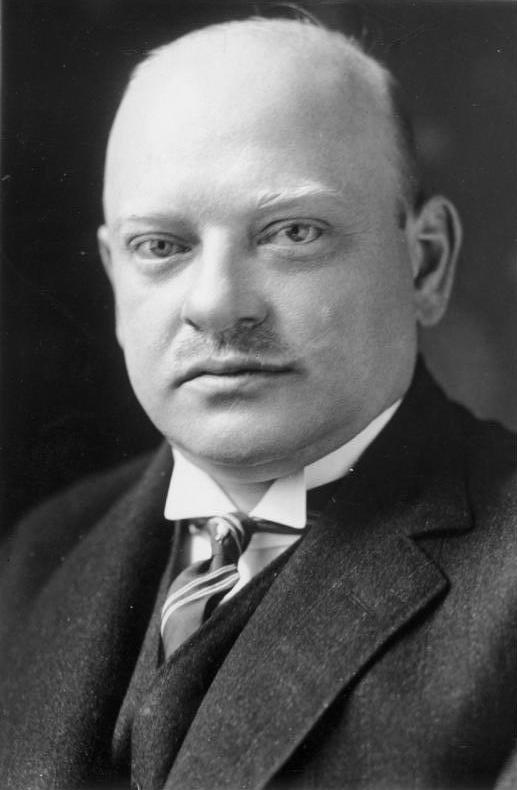
Gustav Stresemann (1878–1929)

- Stresemann, Käte (1883–1970), deutsche Ehefrau Gustav Stresemanns
- Stresemann, Wolfgang (1904–1998), deutscher Jurist, Buchautor, Orchesterintendant, Dirigent und Komponist
- Strešnáková, Katarína (* 1997), slowakische Tennisspielerin
- Streso, Florian (* 1985), deutscher Radiojournalist und Musiker
- Streso, Katja (* 1980), deutsche Journalistin und ModeratorinKatja Streso (* 1980)
- Stresow, Fanny (* 1853), deutsche Malerin

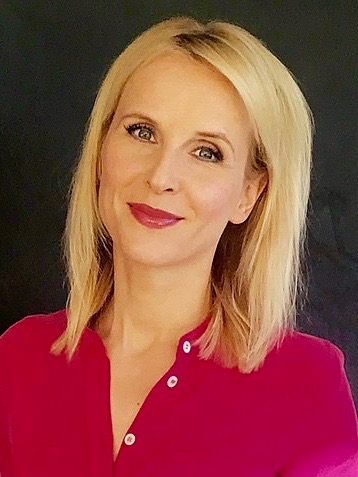
Katja Streso (* 1980)

- Stresow, Gustav (1910–2010), deutscher Verleger, Schrift- und Buchgestalter
- Stresow, Marianne (1856–1918), deutsche Violinistin, Musikpädagogin und Komponistin
- Stress (* 1977), estnisch-schweizerischer Rapper
- Stressenreuter, Jan (1961–2018), deutscher Schriftsteller
- Střeštík, Marek (* 1987), tschechischer Fußballspieler
- Strestik, Maximilian (* 1980), deutscher Schauspieler

### Stret
- Stretch, C. J. (* 1989), US-amerikanischer Eishockeyspieler
- Stretch, Gary (* 1968), britischer Schauspieler und Filmproduzent
- Strete, Craig (* 1950), indianischer Schriftsteller
- Stretschina, Angelina Sergejewna (* 1996), russische Schauspielerin
- Stretti, Karel (1943–2018), tschechischer Restaurator
- Stretton, Ronald (1930–2012), britisch-kanadischer Bahnradsportler
- Stretton, Ross (1952–2005), australischer Ballett-Tänzer und Choreograf
- Stretz, Hans (1928–1997), deutscher Boxer
- Stretz, Norbert (* 1947), deutscher Politiker (SPD), MdL
- Stretz, Paul (1935–1966), deutsches Todesopfer der Berliner Mauer

### Streu
- Streu, Craig (* 1968), deutsch-kanadischer Eishockeyspieler und -trainer
- Streu, Sebastian (* 1999), deutsch-kanadischer Eishockeyspieler
- Streubel, August Vollrath (1817–1895), deutscher Lehrer, Ornithologe und Zoologe
- Streubel, Ben (* 1970), deutscher RadiomoderatorBen Streubel (* 1970)

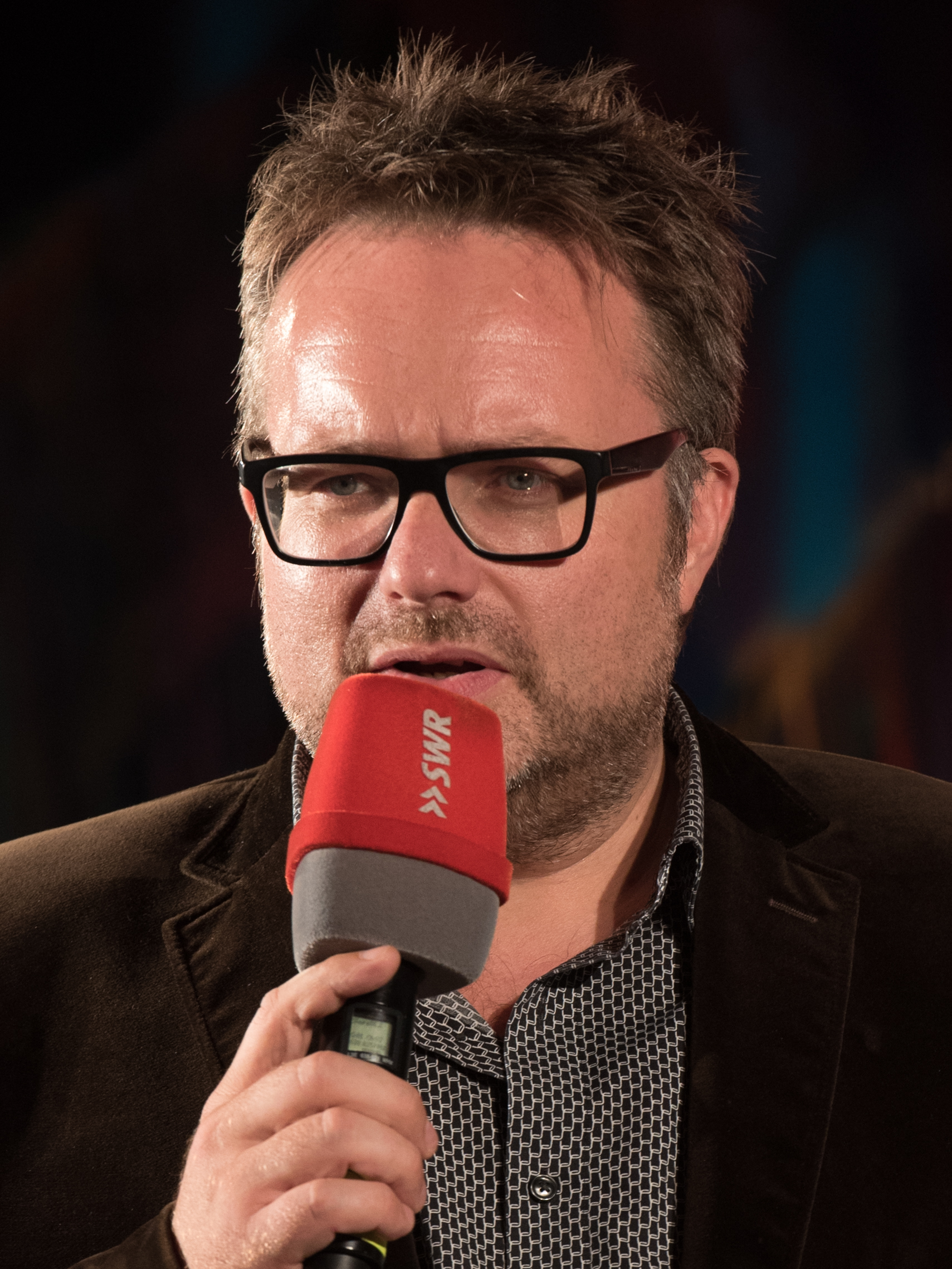
Ben Streubel (* 1970)

- Streubel, Brigitte (* 1950), deutsches Ex-Fotomodell, Schauspielerin und Video-Autorin
- Streubel, Franz (* 1991), deutscher Eiskunstläufer
- Streubel, Johann Woldemar (1827–1873), sächsischer Offizier und Militärschriftsteller
- Streubel, Johannes (1921–1990), deutscher Offizier, zuletzt Konteradmiral der NVA
- Streubel, Karl Wilhelm (1816–1868), deutscher Wundarzt in Leipzig
- Streubel, Klaus (* 1958), deutscher Physiker
- Streubel, Kurt W. (1921–2002), deutscher Maler und Grafiker der Moderne
- Streubel, Manfred (1932–1992), deutscher Lyriker und Kinderbuchautor
- Streubel, Rainer (* 1958), deutscher Chemiker
- Streuber, Erich (1895–1989), deutscher Künstler
- Streuber, Hans Otto (* 1949), deutscher Politiker (SPD)
- Streuber, Valentin (1798–1849), badischer Revolutionär
- Streuber, Wilhelm Theodor (1816–1857), Schweizer Theologe, Klassischer Philologe, Journalist und Autor
- Streuer, Bennie (* 1984), niederländischer Motorradrennfahrer
- Streuer, Egbert (* 1954), niederländischer Motorradrennfahrer
- Streuer, Jan (* 1951), niederländischer Fußballspieler
- Streuf, Ralf (* 1950), deutscher Grafiker, Maler, Kaufmann, Kommunalpolitiker und Musiker
- Streufert, August (1887–1944), deutscher Politiker (SPD), MdR
- Streuffert, Barbara (* 1945), deutsche Fußballspielerin und -trainerin
- Streul, Eberhard (* 1941), deutscher Dramaturg und Regisseur, Komponist und Librettist sowie Redakteur
- Streule, Martin (* 1971), Schweizer Jazzmusiker (Komposition, Arrangement) und Bigband-Leader
- Streule, Walter (* 1882), Schweizer Fussballspieler und -funktionär
- Streuli, Adolf (1868–1953), Schweizer Politiker und Rechtsanwalt
- Streuli, Beat (* 1957), Schweizer Foto- und Videokünstler
- Streuli, Christine (* 1975), Schweizer Malerin
- Streuli, Hans (1892–1970), Schweizer Politiker (FDP)
- Streuli, Rudolf (1871–1943), Schweizer Politiker und Landwirt
- Streuli, Schaggi (1899–1980), Schweizer Drehbuchautor, Kabarettist und Schauspieler
- Streun von Schwarzenau, Reichard (1538–1600), österreichischer Politiker und Historiker
- Streun, Alfred (1925–2019), Schweizer Eishockeyspieler und -trainer
- Streun, Franziska (* 1963), Schweizer Schriftstellerin und Journalistin
- Streun, Lutz (* 1982), südafrikanisch-deutscher Jazzmusiker (Bassklarinette, Tenorsaxophon, Komposition)Lutz Streun (* 1982)

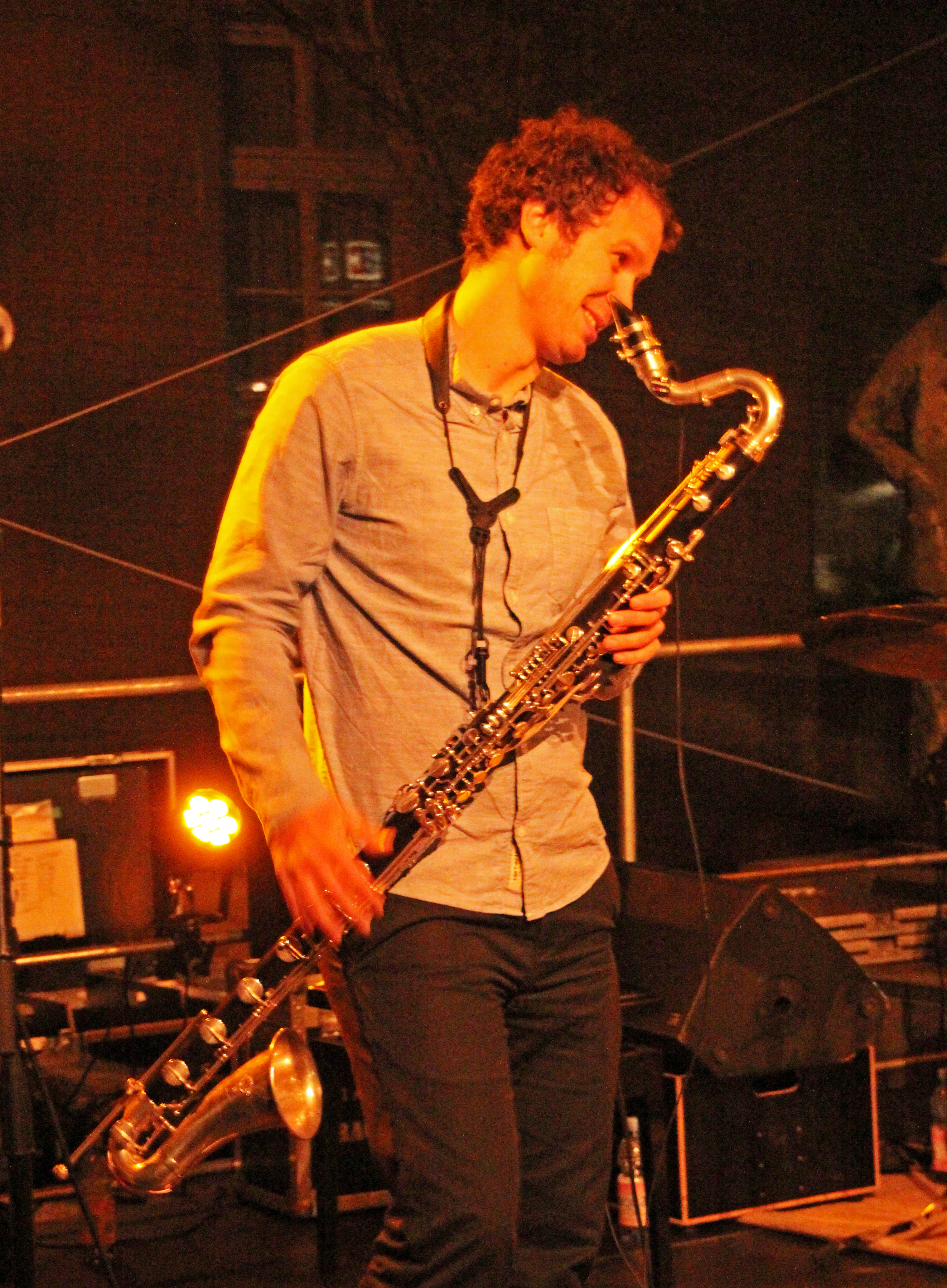
Lutz Streun (* 1982)

- Streuvels, Stijn (1871–1969), flämischer Schriftsteller

### Strev
- Streversdorf, Heinrich Wolter von (1588–1674), Weihbischof in Köln und Mainz

### Strew
- Strewe, Adolf (1891–1963), deutscher evangelischer Theologe
- Strewe, Lucie (1887–1981), deutsche Judenretterin
- Strewe, Maria Theodor (1874–1950), deutscher konservativer Journalist, Schriftsteller, Diplomat, Wirtschaftsvertreter und China-Experte

### Strey
- Strey, Rudolf Georg (1907–1988), deutsch-namibischer Botaniker und Landwirt

### Strez
- Streżyńska, Anna (* 1967), polnische Politikerin (parteilos)